# Massa Lombarda
Massa Lombarda è un comune italiano di 10 931 abitanti della provincia di Ravenna in Emilia-Romagna.
Situata nella bassa pianura romagnola, è riconosciuta come un centro di eccellenza della frutticoltura italiana. Nel 1927 ospitò la Seconda Esposizione Nazionale di Frutticoltura, consolidando il suo ruolo nel settore. La città ha visto nascere nel 1926 la prima azienda italiana dedicata alla produzione di succhi di frutta, la "Fabbrica Marmellate S.p.A. Massalombarda", che ideò il marchio "Yoga".

## Storia

### Fondazione
Nell'anno Mille il territorio dove sorse Massa Lombarda era coperto prevalentemente da boschi. Pochi chilometri a nord cominciavano le paludi della Valle Padusa. La zona non era abitata: infatti nei documenti altomedievali figurava come massa, era cioè un insieme di fondi con una chiesa parrocchiale, intitolata a san Paolo. Dal 767 la massa Sancti Pauli apparteneva al monastero di rito bizantino di Santa Maria in Cosmedin di Ravenna. Per quasi due secoli, dal 584 al 751, Ravenna era stata la capitale dei territori bizantini in Italia. Il monastero era stato fondato da una comunità proveniente dalla Grecia di probabile osservanza basiliana.
I monaci basiliani realizzarono un reticolo fondiario (sul modello centuriale) composto da 15 appezzamenti con dimensione di 320 x 440 metri circa. In uno dei fondi meridionali sorgeva la chiesa parrocchiale. Nel XII secolo i limes (confini) della massa S. Pauli erano: a sud il limes di Guercinoro (che corrisponde al confine attuale con Mordano); ad ovest il limes Mundus, oltre il quale vi era la “possessione del Bolognano”; a Nord la linea di prosecuzione ideale della via San Vitale sull'asse di S. Agata sul Santerno, oltre la quale vi era la Silva Bagnarola; ad Est il limes di S. Anastasio, oltre la quale vi erano i fondi Melétolo, Roncadello e il fiume Santerno.

Nel 1164 l'imperatore Federico Barbarossa tolse ai monaci ravennati la massa e la diede ai conti di Cunio, suoi vassalli. Essi costruirono una fortificazione a difesa dei confini del territorio dove oggi è l'abitato della Zeppa (il castrum fu distrutto nel 1358). Dopo la scomparsa dell'erede al trono Enrico VI (1197) il papa, Innocenzo III, fece rioccupare la Romagna e restituì la massa ai monaci. Il 12 novembre 1235 S. Maria in Cosmedin concesse in enfiteusi al comune d'Imola l'intero territorio della massa S. Pauli con contratto a durata centennale rinnovabile. «Con Istrumento di Pier Margarito da Manfredo, abbate del Monastero di Santa Maria in Cosmedin di Ravenna», così riportò lo storico massese Luigi Quadri, «fu conceduta l'investitura della Massa di San Paolo al Comune d'Imola che l'ebbe» 
- Il Comune d'Imola, che gestisce in enfiteusi vasti appezzamenti nella bassa pianura tra i fiumi Santerno e Senio di proprietà del monastero di Santa Maria in Cosmedin di Ravenna, assegna ai coloni la “massa di San Paolo” (segue l'elenco dei nomi dei “capifamiglia”[18]);
- Il Comune si impegna ad edificare una fortificazione (castrum) circondata da un fossato. All'interno del castrum verrà costruita una chiesa, sempre a spese del comune imolese. Infine, il comune aprirà una strada per congiungere il centro abitato alla via Selice;
- Ogni capofamiglia riceverà «60 tornature di terra, fra dissodata e boschiva»[19];
- Ciascun capofamiglia avrà inoltre a disposizione una zona boschiva, la Silva Bagnarola, da cui potrà ricavare il legname per edificare le proprie case[20];
- Ogni assegnatario si impegna a dissodare almeno una tornatura di terreno boschivo all'anno; ogni anno conferirà al comune di Imola le decime dei suoi prodotti. Inoltre dovrà fornire fanti e milizie a cavallo in caso di eventi bellici;
- La durata della concessione sarà di 29 anni. Alla scadenza del periodo essa potrà essere rinnovata dietro pagamento di 5 soldi di bolognini;
- Gli assegnatari sono soggetti alla giurisdizione del comune d'Imola.

Fonte: Eraldo Baldini e Giuseppe Bellosi, Misteri e curiosità della Bassa Romagna, Il Ponte Vecchio, Cesena 2017, pp. 17-19.
L'evento cruciale per la storia di Massa Lombarda avvenne alla metà del XIII secolo. Nella primavera del 1251, appena sei mesi dopo la morte dell'imperatore Federico II il tiranno della Marca trevigiana Ezzelino da Romano (che era stato suo vicario) invase il distretto di Mantova desiderando di estendere il suo dominio. Allora 150 famiglie, provenienti in massima parte da Marmirolo (e, in misura minore, dalla stessa Mantova e da Cremona), per sfuggire al pericolo, oltrepassarono il Po e si rifugiarono a Bologna chiedendo ospitalità. Bologna poté accoglierne solo 63. Rimasero da sistemare 87 famiglie. La questione fu risolta grazie all'intervento del Comune d'Imola, che offrì ai coloni la massa Sancti Pauli: la zona era ancora pressoché disabitata, ma fertile. Il centro abitato fu fondato a circa 1,5 km a nord della chiesa di San Paolo. Le terre coltivabili vennero divise in quadrati di 580 x 380 metri di lato, una suddivisione che è visibile ancora oggi sulle mappe geografiche.
Fu firmato un contratto che sancì il possesso delle terre da parte dei marmirolesi, che in cambio s'impegnarono a bonificarle e a coltivarle con mezzi propri. L'atto per l'insediamento venne siglato l'11 maggio del 1251: è l'atto di nascita del centro abitato. Nel documento si legge che i marmirolesi si sarebbero insediati:
Il Comune di Imola si impegnava a edificare una chiesa in muratura e a realizzare una strada di collegamento tra l'abitato e la via Selice. La vecchia chiesa fu progressivamente abbandonata. Il villaggio era un quadrato di soli 220 metri di lato, con due porte d'accesso e due chiesuole. La piazza centrale del paese era l'attuale piazza Umberto Ricci. Attorno alla piazza maggiore vi erano: nel lato Est la chiesa, nei lati sud ed ovest, il torrione e la rocca. Portò il nome di piazza Francesco d'Este fino agli anni venti del XX secolo. Si stabilì inoltre che il giorno di mercato sarebbe stato il martedì e che il mercato del bestiame si sarebbe tenuto due volte all'anno.
Negli anni 1255 e 1265 furono integrati due nuovi fondi; il territorio di Massa Lombarda si ingrandì ad ovest fino a raggiungere la Strada Selice (fondo “Tiglio”) e a nord fino a confinare con S. Patrizio (fondo Silva Bagnarola). Nel XIV secolo fu aggregata la “possessione del Bolognano”; il territorio di Massa arrivò così a confinare con quello di Bubano. Nel 1264 Massa S. Pauli passò alle dipendenze di Bologna (città guelfa). Nel 1273 il centro abitato assunse il nome di Massæ Lombardorum. Nel 1277 Massa fu presa dai Conti di Cunio, la famiglia più potente della zona. Ripresa dai bolognesi pochi anni dopo, nel 1297-98 fu attaccata più volte dalle milizie della Lega amicorum, costituita dai capi ghibellini di Romagna capitanati da Maghinardo Pagani. Gli assalti furono respinti.
Nel corso del XIV secolo Massa Lombarda venne conquistata e riconquistata più volte dai signori locali. Si susseguirono i nomi di famosi capitani di ventura, come Corrado Lando (1358), Luchino Dal Verme (1366), Giovanni Acuto (1376) e Alberico da Barbiano (1399). Formalmente il signore governava in nome del Papa (il pontefice era il proprietario di tutta la Romandiola): di fatto sottraeva i territori conquistati al dominio pontificio. Nella Descriptio provinciæ Romandiolæ, redatta nel 1371, Massæ Lombardorum fu classificata come castrum. Nel 1384 Massa Lombarda si ritrovò di nuovo sotto le dipendenze di Bologna, ceduta in vicariato dal pontefice. Nel 1392 furono effettuati lavori di ristrutturazione della rocca e fu costruito un ponte fisso in muratura. Il direttore dei lavori fu il famoso ingegnere Giovanni da Siena.
Nel 1424 il paese passò a Filippo Maria Visconti, uscito vincitore dalla Battaglia di Zagonara. Dieci anni dopo Visconti cedette per diplomazia tutti i territori posseduti tra Forlì e Imola al nuovo papa Eugenio IV, il quale li affidò provvisoriamente ad una famiglia guelfa, i Manfredi di Faenza. A sua volta, nel 1440 Eugenio IV cedette in feudo tutte le terre del monastero di Santa Maria in Cosmedin, tra cui Massa, al marchese di Ferrara, Nicolò III d'Este per 11.000 ducati d'oro. Il passaggio di proprietà venne formalizzato nel 1445.

### Massa nel Ducato di Ferrara
Fu l'inizio di un periodo di pace che si protrasse per più di un secolo. Gli estensi costruirono nuove strade, nuove case e raddoppiarono le dimensioni del nucleo abitato: il primo quadrato (castel vecchio) fu raddoppiato da un'area di uguale estensione costruita ad est (castel nuovo). Ora il paese misurava oltre 400 metri di lato, con al centro l'attuale piazza Matteotti. Leonello, successore di Nicolò (1441-1450), fece erigere vicino alla Torre preesistente una poderosa rocca, che divenne la sede del podestà e dell'ufficiale di giustizia (l'edificio ospitava anche le prigioni e i granai pubblici). Borso d'Este (1450-1471) ampliò la cerchia delle mura. Questo impianto giunse inalterato fino alle soglie del XX secolo. Il corso centrale si chiamava via Tiglio, mentre le due porte erano dette, ad ovest, del Molino e, ad est, Celletta. Presso ciascuna porta venne costruita una chiesa. Quella del Molino era a protezione dalle pestilenze, mentre la chiesa costruita presso Porta Celletta aveva lo scopo di preservare la comunità dalle inondazioni del fiume Santerno (il fiume scorre a soli quattro chilometri ad est del paese).
Nel 1480 Ercole I concesse lo Statuto agli abitanti della città. Gli successe Alfonso I, figlio di Ercole, che governò ininterrottamente dal 1505 al 1534. Sotto il marchesato di Francesco (1516-1578), terzogenito del Duca Alfonso, nel 1553 venne istituita la prima scuola pubblica (diventeranno due nell'anno 1800); fu fondata addirittura la zecca, un lusso per quei tempi. Le prime monete battute furono lo Scudo d'oro, il Bianco d'argento, il Giulio e mezzo Giulio d'argento, il Grosseto d'argento, il Sesino e il Quattrino di misura. L'ospedale esisteva già, almeno dal 1556, e rimase in funzione fino al 1848, quando fu aperto il nuovo nosocomio. Fece dichiarare Massa Lombarda marchesato dall'imperatore Ferdinando I d'Asburgo. Per sua espressa volontà, Francesco volle essere sepolto a Massa.
In questo periodo Massa Lombarda fu divisa in quattro settori: San Paolo (N-E), Melétolo (S-E), Bolognano (S-W) e San Giovanni (N-W): gli stessi quartieri nei quali il centro della città è suddiviso ancora oggi.
Nella seconda metà del XVI secolo le autorità cittadine gestirono il completo rifacimento della chiesa principale di Massa, intitolata alla conversione di san Paolo. In cambio ottennero dal vescovo Scribonio Cerboni il giuspatronato per la nomina dell'arciprete. Da allora il consiglio comunale esercitò il diritto di designazione degli arcipreti massesi, scegliendoli prevalentemente tra i sacerdoti nati nel paese. Nel 1572 fu fondato il Monte di Pietà.

### Massa nello Stato Pontificio
Esauritasi la dinastia estense nel 1598, Massa dei Lombardi ritornò sotto lo Stato Pontificio (Papa Clemente VIII), inserita nella Legazione di Ferrara. La proprietà di gran parte della terra e del territorio era rimasta, anche durante il dominio estense, alla Diocesi di Imola, che ne traeva i diritti enfiteutici, affitti annuali e decime.
Il numero di chiese e di conventi prese ad aumentare, basti dire che nel XVII secolo, su una popolazione di 2-3 000 abitanti, a Massa esistevano 22 chiese, 9 oratori e due conventi, uno dei Carmelitani e uno dei Minori Osservanti. I sacerdoti erano 30, tutti nativi del paese. Nel corso della dominazione pontificia si registrò il cambio del nome nella forma attuale, Massa Lombarda.
Nel periodo dalla metà del XVI secolo alla metà del XVII secolo la peste si manifestò almeno quattro volte in forma grave, negli anni 1574, 1630 (la nota «peste manzoniana», che risparmiò Massa facendo solo 28 morti), 1720 e 1743. Un altro flagello, che si manifestò con maggiore frequenza, anche se non interessò direttamente l'uomo, erano le epidemie di afta epizootica, grave morbo che colpiva il bestiame. Quelle più importanti furono nel 1656, 1735, 1747 e 1786.
La famiglia Orfei è documentata a Massa Lombarda sin dal XVIII secolo. La prima nascita di un Orfei risale al 1758. È documentato che tra '700 e '800 nacquero in paese almeno una trentina di Orfei. Paolo Giacobbe Andrea Orfei nacque da Angelo e Rosa Ferri il 12 marzo 1828, ultimo di nove figli. I suoi fratelli erano: Francesco (1812), Vittorio (1813) Maria Teresa (1815), Nunzio (1817), Maria Luigia (1819), Maria Maddalena (1821) Maria Teresa Maddalena (1822) e Piero (1825). Paolo aveva studiato in seminario, ma non ricevette mai gli ordini (come ricorda la tradizione orale), infatti nessun Orfei fu ordinato sacerdote nel periodo considerato. Quindi lasciò gli studi per girare le piazze facendo il saltimbanco. Sposò Pasqua Massari (Argenta, 1834, 23 settembre 1919; i suoi genitori si chiamavano Andrea e Anna Minghini).

La scelta di lasciare una residenza stabile per diventare girovago lo eleva al rango di capostipite della dinastia circense Orfei.
Fonti: Nando Orfei Story di Mario D'Arcangelo, Edizioni MDE, 1989; «il Resto del Carlino» del 13 marzo 2001, articolo di Emilio Vita; A. Litta Modignani, S. Mantovani, Il circo della memoria. Storie, numeri e dinastie di 266 famiglie circensi italiane, Publistampa Edizioni, 2002; Corso di storia dello spettacolo circense, Alessandro Serena, Università degli studi di Milano, a.a. 2005/2006.
Non sono numerosi i fatti degni di nota da registrare fino al 1796 in un paese che contava 3 820 abitanti:
- L'11 aprile 1688 il forte terremoto che distrusse Cotignola e Russi arrecò danni a cose e fabbricati.
- Nella seconda metà del XVIII secolo l'architetto Cosimo Morelli firmò alcune opere architettoniche in paese: la Torre dell'Orologio, il Municipio, la chiesa di San Salvatore, il convento delle suore Dorotee annesso alla chiesa del Rosario e il palazzo di fronte alla canonica (oggi sede della banca Unicredit)[36].
- Nel 1777 venne deciso di spostare il giorno di mercato al venerdì (tradizione in vigore tutt'oggi), poiché i massesi si trovavano stretti fra il mercato di Conselice (il lunedì) e quello di Lugo (il mercoledì). Cambiò anche il luogo: furono scelti gli spazi adiacenti alla Rocca e al Torrione (rimarranno la sede del mercato massese fino al 1945).
- Nel 1781 fu avvertita un'altra scossa sismica, che peraltro non arrecò danni. Molto più gravi le conseguenze del terremoto del 24 ottobre 1796, che causò danni alle case e provocò lunghe fenditure ai muri del Torrione e della chiesa arcipretale.
- Risale al dicembre 1793 l'origine di un culto mariano molto popolare in paese. Quel mese fu ritrovata nel fondo Sbarra, vicino all'abitato, un'immagine in ceramica della Madonna. Il sentimento popolare attribuì all'immagine poteri taumaturgici. In poco tempo divenne oggetto di devozione. Presso il luogo del rinvenimento fu eretto un santuario, che prese il nome di Santuario della Beata Vergine della Consolazione.[37]

Nella seconda metà del XVIII secolo vivevano in paese poco più di 3 600 abitanti. Il 1796 fu un anno cruciale, che inaugurò un periodo di 19 lunghi anni di invasioni militari e conquiste straniere. In quell'anno Massa Lombarda fu occupata dalle milizie francesi (che dichiararono decaduti tutti i titoli nobiliari e il potere papale), quindi entrò a far parte della Repubblica Cispadana e poi della Repubblica Cisalpina, diventando capoluogo di distretto. Passò più volte dai francesi agli austriaci e viceversa, per poi tornare sotto le insegne dello Stato Pontificio dopo la Restaurazione (1815). Nel 1828 nasce a Massa Lombarda Paolo Orfei. La sua famiglia è presente nello Stato delle anime almeno dal 1785. In età adulta, dopo essersi innamorato di una donna che viveva come girovaga, Pasqua Massari (originaria di Argenta), decide di fare la vita del girovago saltimbanco. Suo figlio Ferdinando diventerà il capostipite della famiglia circense più famosa d'Italia. Dal 1812 al 1836 ebbe una residenza nell'attuale piazza U. Ricci il barone svizzero Vittorio Beniamino Crud (1772-1845). Proprietario a Massa Lombarda di oltre 400 ettari di terreno (l'antica Tenuta Cybo), bonificò vaste zone e quindi sperimentò con successo nuove colture tra cui la barbabietola da zucchero. Inoltre fece piantare 5 000 gelsi che servirono anche per sfamare i suoi bachi da seta. Raccolse le sue conoscenze nell'opera Economia teorica e pratica dell'agricoltura (1842-45).
Alcuni eventi segnarono il periodo detto del "Papa Re". Il 2 gennaio 1848 avvenne l'inaugurazione, nell'attuale via Rustici, di un ospedale in un edificio più ampio di quello già esistente (nell'attuale via Gian Battista Bassi vi era l'orfanotrofio, gestito dalle suore Dorotee). Il 6 agosto 1849, proveniente da Ravenna, transitò da Massa Lombarda, in catene e su di un biroccio, il padre barnabita Ugo Bassi, cappellano garibaldino e patriota, insieme al capitano Giovanni Livraghi e all'avvocato lughese Giuseppe Masi, fatti prigionieri dagli austriaci a Comacchio e condotti a Bologna per essere processati.
Nel 1855 il paese fu colpito da un'epidemia di colera che fece 166 vittime. Nel 1857 avvenne l'apertura della prima Cassa di Risparmio cittadina. Nello stesso anno papa Pio IX intraprese una visita nei territori dello Stato. Il 26 luglio giunse a Massa Lombarda. Maria Vergine fu proclamata patrona municipii; sulla facciata del municipio fu posta una sua statua, visibile ancora oggi. Per solennizzare la visita papale, infine, il consiglio comunale approvò la costruzione di un arco onorario in muratura 50 metri più avanti l'ex Porta Celletta, demolita nel 1845. Le sue dimensioni complessive erano: 12 metri di larghezza x 3 di profondità, con altezza di 11,90 metri. L'arco, progettato dall'architetto imolese Luigi Ricciardelli, fu inaugurato nel 1859 e ben presto fu denominato «Porta Lughese».
Oramai decaduto il governo pontificio, il 23 settembre del 1859, nel suo viaggio da Ravenna a Bologna, Giuseppe Garibaldi transitò da Massa Lombarda con i figli Teresita e Menotti e arringò i massesi dal balcone municipale.
Nel giro di pochi anni la storia nazionale si rimise in moto e Massa Lombarda nel 1860 si ritrovò, dopo i plebisciti dell'11-12 marzo, a far parte del Regno di Sardegna, che l'anno seguente divenne Regno d'Italia.

#### Galleria d'immagini

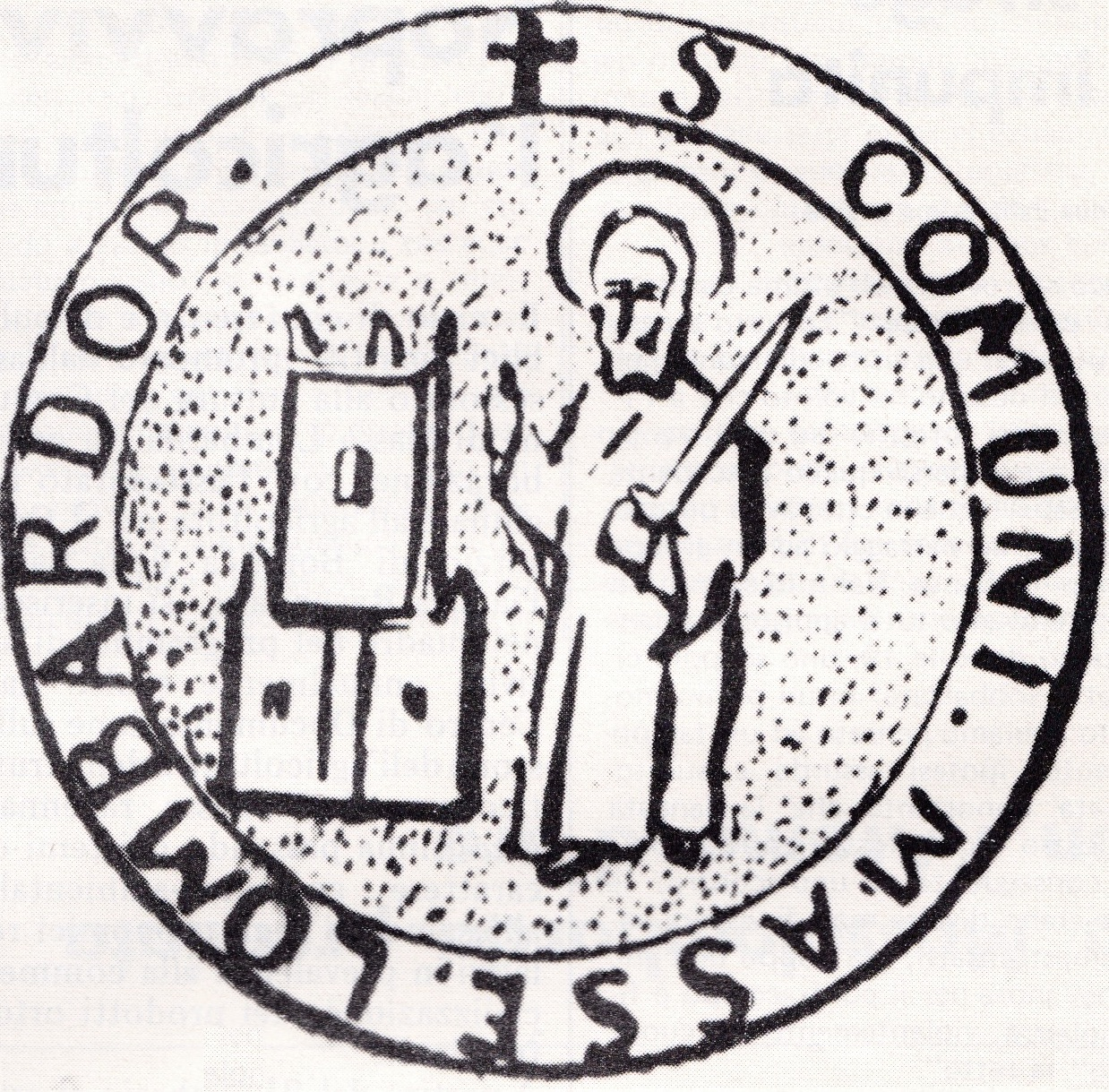
Il più antico sigillo di Massa Lombarda, risalente alla prima metà del XIV secolo.
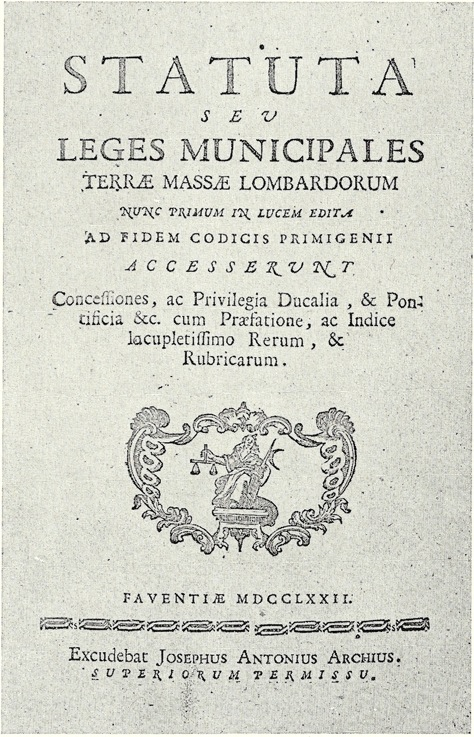
Frontespizio degli Statuti della comunità di Massa Lombarda (1480)
Monete della zecca di Massa Lombarda (ca. 1557). La Zecca rimase attiva fino al 1578.
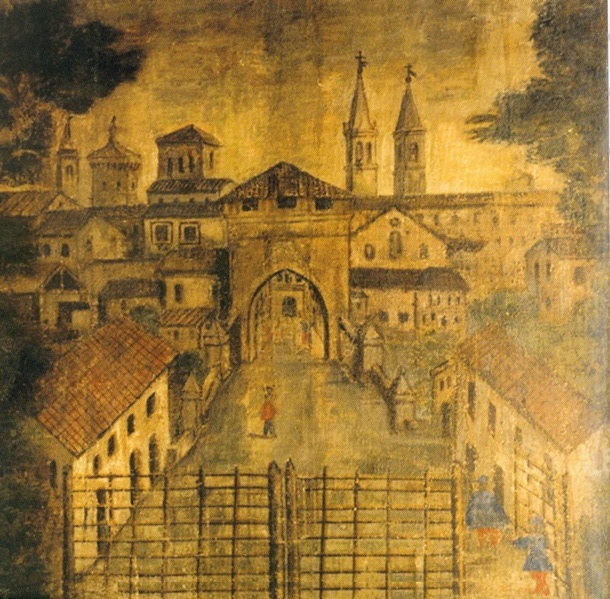
Porta Celletta nel 1630. Anno di peste: si noti il cancello.
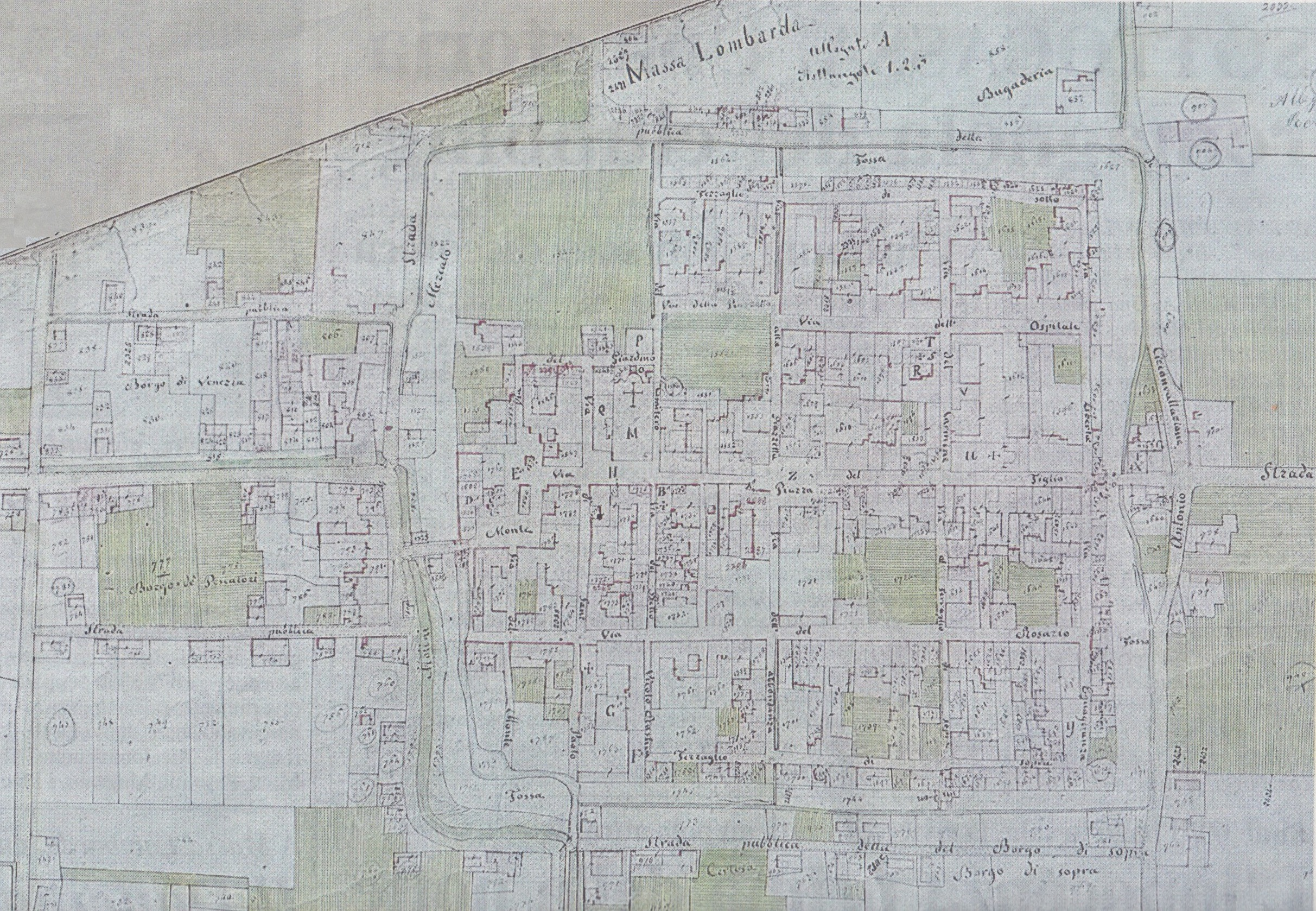
Massa Lombarda nel Catasto napoleonico ai primi dell'800.
Porta Lughese in una fotografia della fine degli anni venti; dal 1859 sostituì Porta Celletta.
Parte della Rocca estense denominata "Torroncino" (ante 1920).
Piazza Roma Imperiale, il lato con al centro la fontana. In alto a destra: il mulino.
Piazza Roma Imperiale, oggi Piazza Umberto Ricci (foto degli anni Trenta).

### Dall'Unità d'Italia alla Liberazione
Nel 1861 la popolazione di Massa Lombarda contava 4 995 abitanti. Il paese era sede di un mandamento comprendente i comuni vicini di Conselice e Sant'Agata. Cessò di essere sede mandamentale nel 1891. Negli ultimi anni del XIX secolo vennero avviate importanti opere di bonifica delle paludi (che giungevano ancora fino a pochi chilometri a nord del centro abitato) e si avviarono i primi esperimenti per la coltura della barbabietola da zucchero. L'esigenza di facilitare le comunicazioni era pressante, ormai la Porta del Molino (ad ovest del paese) non serviva più e nel 1884 venne demolita. Nello stesso anno, grazie alle nuove tecnologie di perforazione, venne scavato nella piazza del Castello (l'attuale piazza U. Ricci) il primo pozzo artesiano (la costruzione degli acquedotti era ancora di là da venire). L'acqua, che proveniva da una profondità di 104 metri, si rivelò di ottima qualità.
Uno dei primi benefici dell'unificazione fu il collegamento di Massa Lombarda alla rete ferroviaria nazionale. Grazie all'onorevole massese Eugenio Bonvicini (già governatore pontificio nel 1859-60 e sindaco negli anni 1863-69), vennero aperte ben due tratte: una in direzione ovest, verso Budrio e Bologna (inaugurata il 1º dicembre 1887) e l'altra in direzione nord-sud (Lavezzola - Massa Lombarda - Lugo) aperta il 12 aprile 1888. Quest'ultima permetteva il collegamento con Ferrara a nord e con Faenza a sud. La stazione ferroviaria fu costruita a nord dell'abitato, in un'area prospiciente al Foro boario.
Sfruttando la rete di relazioni della classe politica locale, Massa Lombarda venne coinvolta nel primo tentativo di colonizzazione dell'Eritrea. Il territorio era stato dichiarato ufficialmente colonia italiana nel 1890. Un anno dopo diverse famiglie di contadini massesi si imbarcarono per l'Africa in una spedizione comandata dal cavaliere Pompeo Torchi (anch'egli massese), nominato direttore dell'azienda agricola sperimentale dell'Asmara.
Il 17 settembre 1889 Massa Lombarda fu insignita del titolo di città per gli atti di eroismo compiuti dai cittadini che portarono alla cattura di una banda di malviventi che infestava tutta la provincia di Ravenna (i fatti avvennero il 31 maggio-1º giugno del 1887). Nel 1893 avvenne l'apertura delle nuove scuole comunali, situate all'inizio di via Garibaldi. Il 1º ottobre 1907 venne inaugurato il nuovo ospedale cittadino, detto «degli Infermi», che sostituì quello in funzione dal 1848. Nel 1911 entrò in funzione la prima fontana pubblica del paese, collocata nella piazza del Castello. Negli anni venti venne ornata con quattro colonnette laterali bianche, lunghe due metri e alte circa 70 cm. Tra la fine del 1913 e il marzo del 1914 fu completato l'allacciamento del paese alla rete elettrica.
Agli inizi del Novecento sorsero le prime unioni professionali promosse da laici cattolici, come la Fratellanza del lavoro (poco dopo il 1907). Il 6 novembre 1910, ad opera di un gruppo di benefattori cittadini, fra cui Giuseppe Sangiorgi, fu aperto il primo Asilo infantile (3-5 anni), il Pueris Sacrum ("i bambini sono sacri" in latino), in un nuovo edificio costruito appena fuori Porta Lughese. Nel 1912 i lavoratori socialisti fondarono la Casa del popolo. L'edificio fu edificato sull'altro lato della strada rispetto al Pueris Sacrum e ad un centinaio di metri di distanza. Si sviluppava su tre piani. Al primo piano vi era la sala più importante, il salone-teatro, che misurava 16 x 32 metri, utilizzato anche come sala da ballo. I vasti sotterranei fungevano da magazzino per la cooperativa agricola, che vi deponeva le sue trebbiatrici. L'investimento, cui parteciparono tutte le cooperative socialiste massesi, costò 200.000 lire, una somma ingente per l'epoca. La Casa del popolo fu inaugurata il 24 novembre 1912.
Tra la fine dell'Ottocento e gli inizi del Novecento avvenne il decollo dell'economia massese. Il primo motore dello sviluppo fu lo zuccherificio, cui seguì lo sviluppo della frutticoltura. Lo zuccherificio fu inaugurato il 29 agosto 1901; la capacità produttiva era di 4.400 quintali di bietole al giorno ed era provvisto di raffineria. Nello stesso periodo cominciarono a lavorare i magazzini della frutta e anche quelli di conserve di pomodoro come, ad esempio, l'"Esperia" (1907), capace di produrre 3000 quintali all'anno già nel 1908. Grazie alla felice iniziativa di alcuni pionieri, a Massa nacque la prima industria ortofrutticola italiana. Tutta l'economia della zona si modificò radicalmente.
Massa Lombarda divenne in due decenni paese leader e il suo nome si diffuse in tutta la nazione. Giunsero delegazioni da tutta Italia e dall'estero per visitare i poderi di peschi, peri, meli e susini. Persino re Vittorio Emanuele III in persona venne in visita il 25 aprile 1918. In quell'anno terminò la prima guerra mondiale. Il bilancio dei caduti massesi fu di 119 vittime. Dopo la fine della guerra Massa Lombarda si avviò rapidamente verso lo sviluppo industriale. Il foro boario apparteneva al passato e nei primi anni venti fu sostituito dai nuovi giardini pubblici. I giardini, posti di fronte alla stazione, divennero la porta d'ingresso del paese per i viaggiatori che giungevano in treno. Nel 1926 il Canale dei molini, che attraversava da secoli il paese, causando non pochi problemi di umidità alle abitazioni, fu deviato fuori dal centro abitato.
Nel 1928 venne costruito un nuovo campo da gioco per il calcio (in sostituzione di quello improvvisato all'interno dell'ex foro boario), con la pista di atletica leggera. Massa Lombarda invece non ebbe mai una piscina comunale. Nel 1934 l'Enciclopedia Treccani dedicò una voce a Massa Lombarda. Nello stesso periodo Isolina Visani (classe 1905) si laureava in farmacia, prima donna di Massa Lombarda a conseguire una laurea. Nel 1941 fu istituita la terza classe delle scuole Medie (fino ad allora, gli alunni che volevano prendere la licenza media dovevano andare a Lugo).
La seconda guerra mondiale causò numerose ferite alla città, situata a meno di 10 chilometri dal fronte, posto sul fiume Senio. Il primo bombardamento avvenne il 26 luglio 1944, nella zona della stazione ferroviaria: si ebbero 7 morti civili. Il 23 dicembre 1944 saltò in aria lo stabilimento della Cooperativa Frutticoltori; per lo spostamento d'aria crollarono i tetti di decine di abitazioni nella zona circostante. Il 9 aprile 1945 cominciarono le operazioni su larga scala. Per favorire l'avanzata delle truppe di terra furono effettuati due bombardamenti devastanti, il 9 e il 10 aprile. Oltre alle abitazioni e alle fabbriche, vennero distrutte le scuole elementari (ore 18 del 9 aprile) ed il tronco ferroviario Massa - Imola.
 
Il 12 aprile si svolse un combattimento tra carri armati alleati e tedeschi (rimase l'unico dell'intera operazione militare tra Senio e Santerno). I corazzati del 21st Battalion neozelandese sconfissero i Tiger del 26. Panzer Regiment tedesco. Alle ore 4 di venerdì 13 aprile i soldati neozelandesi entrarono in paese, sancendo la fine della guerra. Il tributo pagato per la libertà fu elevato. Tra i combattenti, centinaia di massesi furono internati in Germania, i partigiani caduti furono 51; 46 i militari deceduti o dispersi; furono conferite una medaglia d'oro e due d'argento al valor militare. Tra i civili: due morti in campo di concentramento o in conseguenza della detenzione e 77 deceduti per bombardamenti, rappresaglie o agguati. Tra essi si segnala l'efferata strage Baffè e Foletti: la notte del 16 ottobre 1944 23 persone appartenenti alle due famiglie furono catturate e assassinate dai nazifascisti. Anche un religioso massese fu vittima della guerra: il 10 settembre 1944 si consumò il martirio di padre Gabriele Maria Costa, monaco della Certosa di Farneta, originario di Massa. Costa fu trucidato dai tedeschi assieme a due confratelli.

### Dal dopoguerra ad oggi

Vista di Massa Lombarda provenendo in bicicletta da Lugo

Nel 1945 cambia la sede del mercato cittadino. Fino ad allora il mercato si era tenuto lungo il corso centrale fino a piazza Roma. La nuova collocazione è ricavata nell'area della scuola, seriamente danneggiata dai bombardamenti. L'edificio viene abbattuto; l'area è destinata a diventare la nuova piazza del mercato ed assume il nome di piazza Mazzini. Piazza Roma Imperiale viene ribattezzata "Umberto Ricci" (il partigiano Napoleone 1923-1944) e abbellita con il Monumento ai Caduti, inaugurato nel 1950. Nel maggio dello stesso anno furono celebrati i 700 anni della fondazione del paese: 350 massesi si recarono a Marmirolo per celebrare l'evento di sette secoli prima.
Durante gli anni cinquanta la popolazione aumenta di 1 374 unità, grazie alle nuove opportunità di lavoro. Si verifica di conseguenza una forte espansione urbanistica: tra il 1951 e il 1961 vengono costruiti ben 678 nuovi alloggi. Nello stesso periodo avviene la ristrutturazione del cinema-teatro Eden, costruito nel 1942 e danneggiato dalla guerra, che viene ampliato fino a raggiungere 1.500 posti, una capienza superiore a qualsiasi sala coperta nel raggio di 30 km. Negli anni cinquanta vi vengono rappresentate numerose riviste del teatro nazionale. Massa Lombarda dispone anche di un'altra sala cinematografica, il Cinema Teatro Dalle Vacche (successivamente denominato «Piccadilly»). Nel 1956 viene inaugurata la prima biblioteca pubblica cittadina. Nel 1957 vengono costruiti l'acquedotto e la rete del gas metano. Da registrare anche un evento negativo: l'alluvione del 5 dicembre 1959, che però sarà anche l'ultima. L'acqua arriva fino al centro storico, colpendo 220 abitazioni e numerosi impianti produttivi. Vengono sommersi circa 800 ettari di terreno coltivato.
Gli anni sessanta sono per l'Italia quelli del boom economico. Massa Lombarda, che il boom lo aveva già vissuto anni prima, comincia ora a dare segni di una certa mancanza di vitalità. Il settore edilizio vive un calo (vengono costruiti un terzo degli alloggi rispetto agli anni cinquanta); molti complessi industriali importanti (zuccherificio in testa) riducono il loro organico; alcune aziende ortofrutticole vanno in crisi.
Il tronco ferroviario Massa Lombarda-Imola, distrutto dai bombardamenti, non era stato più ricostruito. Nel 1964 le FF.SS. chiudono anche la linea ferroviaria Massa-Budrio (direzione Bologna), una scelta piovuta dall'alto contro cui il Comune non riuscirà ad opporsi (di ben altra levatura sarà la protesta cittadina negli anni ottanta contro il taglio della linea Lavezzola – Massa – Lugo, che non viene sospeso, anche se il servizio viene molto ridimensionato). I più grandi cantanti sulla cresta dell'onda vengono ad esibirsi a Massa: in estate Mina, Lola Falana, Patty Pravo, Gianni Morandi, Johnny Dorelli, Michele, Milva, Perez Prado, Peppino Di Capri, i Pooh sono ospiti del dancing Serenella di Guerrino Dosi (aperto nel 1953)
dà il benvenuto all'attrice Rosanna Schiaffino, ospite d'onore nel suo locale. Anno 1957; nella stagione invernale sono applauditi al Teatro Eden Rita Pavone e Edoardo Vianello. Il 25 ottobre 1969 viene inaugurato il nuovo stadio cittadino con un incontro di calcio fra il Bologna "A" ed il Bologna "B". Nel 1971 la discoteca "Da Tino" è una delle tre sole esistenti in Emilia-Romagna. Nel 1973 il teatro Eden presenta una stagione di prosa con compagnie di livello nazionale. Dal 1963 al 1975 il Ristorante 
Tino fu presente nelle guide Michelin, unico ristorante massese ad essere ricompreso nell'elenco dei migliori del Paese.
Nel 1981 il centro viene chiuso alle automobili: si inaugura la zona a traffico limitato (ZTL), tuttora in vigore. Il Teatro Eden vive le sue ultime stagioni di notorietà. Calcano il suo palcoscenico artisti di fama nazionale come Giorgio Gaber, Glauco Mauri, Corrado Pani e Ottavia Piccolo. Nel 1983 la struttura viene chiusa perché non ottemperante alle nuove disposizioni in materia di sicurezza. La legge sulla sicurezza degli impianti, inoltre, alzando di molto i costi della ristrutturazione, renderà anti-economico un eventuale intervento condannando alla morte il teatro. Pochi anni dopo (1989) chiude anche il cinema Piccadilly. Gli anni settanta furono il periodo in cui Massa Lombarda conobbe il fenomeno della droga. Molti giovani caddero in preda dell'eroina. La prima vittima risale al 4 febbraio 1980.
Nel 1982 la piazza centrale del paese è dichiarata zona pedonale (19 ottobre). Entro due anni il Canale Emiliano Romagnolo attraversa il territorio massese. Le sue acque sono importanti soprattutto per gli agricoltori, che le impiegano per le irrigazioni estive. A causa di una ristrutturazione del servizio sanitario regionale, nella seconda metà degli anni 1980 i servizi ospedalieri vengono progressivamente ridotti. Il 30 giugno 1993 l'ospedale massese viene definitivamente chiuso. Il 31 dicembre successivo è l'ultimo giorno in cui la stazione ferroviaria è presidiata dal personale FF.SS. Chiudono biglietteria e sala d'attesa. Dal 1º gennaio 1994 la linea è interamente telecomandata.

### Vita politica

#### Dall'Unità alla Liberazione
Al tempo dei vari Crispi, Sella e Minghetti, il corpo elettorale era di dimensioni così ristrette (essendo basato sul censo) che anche il conoscere la parte politica dei deputati eletti non aiuta a capire quali fossero le idee prevalenti dei massesi. Il sindaco, inoltre, era nominato dal Re.
Forse è più interessante sapere che la popolazione era in massima parte composta da gente povera e che, fino al 1885, sul territorio massese non esisteva ancora l'industria.
Lo storico locale Luigi Quadri segnala la presenza di "molti giovani massesi sotto il comando del generale Giuseppe Garibaldi" nelle battaglie del Volturno e nella presa di Gaeta (1866). Nel 1866 nella Terza Guerra d'Indipendenza tra i massesi arruolati nel Corpo Volontari Italiani, quattro presero parte alla vittoriosa Battaglia di Bezzecca. Nel 1867, sempre secondo il Quadri, 17 furono i volontari massesi che combatterono nella Battaglia di Mentana, mentre 3 furono coloro che nel 1870 parteciparono alla presa di Roma.
Il mazzinianesimo è una delle prime idee politiche a diffondersi nel ravennate, e quindi a Massa Lombarda. Nel 1872 era già attiva in paese la Consociazione repubblicana. Anche il movimento socialista non tarda a radicarsi in provincia, soprattutto per l'impulso del fondatore e leader Andrea Costa, imolese: nel 1893 il Partito Socialista Italiano apre la sua prima sezione massese. A cavallo del 1900 i candidati al parlamento che si battono per conquistare l'elettorato massese provengono da tre partiti: il repubblicano, il liberale ed il socialista. Eugenio Bonvicini era stato eletto (nel 1875) tra i liberali.
Alle elezioni parlamentari del maggio 1895 vince nel collegio di Lugo (di cui fa parte anche Massa Lombarda) il candidato repubblicano Taroni, con 487 voti. Si riconferma nel marzo 1897, al ballottaggio col generale Tullo Masi. Nel giugno 1900 Taroni vince per la terza volta, battendo di nuovo Masi. Viene invece sconfitto dal socialista Brunelli alle elezioni politiche del novembre 1902.
Nel 1905 ha termine la prerogativa del Re di nominare i sindaci delle città. Le elezioni amministrative assegnano la vittoria alla lista socialista. Il consiglio comunale elegge il repubblicano Emilio Roli. Con Roli il Comune rinuncia al diritto di designazione dell'arciprete, che risaliva alla seconda metà del XVI secolo (giuspatronato). Le cause sono economiche, poiché sul Municipio grava l'onere della manutenzione della chiesa in caso di difficoltà della parrocchia a provvedere, ma anche ideologiche, poiché la nuova Giunta persegue una politica di netta contrapposizione con la Chiesa. Nel 1907, alla sua morte, gli succede Giovanni Manaresi, direttore della Cooperativa braccianti (fondata nel febbraio 1890).
Nel dopoguerra Massa si ritrova più povera. I consensi per i socialisti aumentano. Il partito socialista è l'unico partito presente in forma organizzata a Massa Lombarda. Tra le altre forze politiche, i repubblicani hanno perso molta della loro influenza e neanche i cattolici godono di molto favore. Alle elezioni politiche del novembre 1919 la lista socialista ottiene uno schiacciante 91,7% dei voti. Nessun paese della provincia di Ravenna è a così forte presenza socialista.
Alle elezioni amministrative del 1920 l'unica lista che si presenta in città è quella socialista. Il Partito socialista prevale a Massa e in 43 dei 58 comuni romagnoli, insieme alle province di Ravenna e Forlì (che comprende anche il comprensorio di Rimini).
Il voto delle elezioni politiche del 15 maggio 1921 vede uno spostamento verso destra delle preferenze degli italiani. A Massa Lombarda, in controtendenza, il 64,4% dei voti vanno al PSI. Ma nel 1922 l'amministrazione comunale democraticamente eletta viene cacciata dal nuovo regime fascista. Alle elezioni politiche del 1924 il voto massese riflette bene quali sono i nuovi rapporti di forza in campo: ben il 63,2% dei voti va al Listone. Diventa sindaco Gustavo De Luca, classe 1896, fondatore del fascio cittadino. Nel 1928, appena un anno dopo essere stato nominato podestà (secondo la nuova legge), viene promosso-rimosso a Foligno per un regolamento di conti interno. Il Comune, dopo aver ricevuto tre ispezioni dalla Prefettura, viene commissariato e viene affidato prima a Luciano Rambelli, poi ad Arrigo Minzoni.
Durante la sua reggenza, nel 1929 si tiene il plebiscito per il regime che sostituisce le elezioni politiche. I risultati appaiono scontati: il 98% degli italiani vota sì. In provincia di Ravenna la percentuale, se possibile, è ancora superiore: 99%. A Massa Lombarda si contano 1.880 sì e 2 no. Nell'aprile del 1930 anche Minzoni lascia; si avvia una rotazione di commissari: tre in un anno. Prima Mauro Zingarelli, poi Dino Guidotti poi l'ing. Tosaroni. Tra il 1929 e il 1930 il Comune subisce nuove ispezioni ordinate dalla Prefettura. Finalmente nel giugno 1932 ritorna alla più alta carica cittadina un massese. Viene scelto infatti Giovanni Foschini (classe 1890), fondatore dell'Ondulatum. La nomina si rivelerà una scelta positiva, tanto che Foschini rimarrà alla guida del Municipio per oltre un decennio, fino al crollo del fascismo. Nel 1934 il regime indice un nuovo plebiscito. Il risultato nazionale parla del 99,84% di voti favorevoli. In provincia di Ravenna i sì sono il 99,98%.
Nel 1938 gli iscritti al fascio di Massa Lombarda sono 1.454. Se a questi aggiungiamo anche gli iscritti alla GIL (età minima 6 anni), otteniamo un totale di 2 896 persone. In sostanza, un massese su due tra i 6 ed i 60 anni possiede una tessera del fascio o delle organizzazioni da esso controllate.

#### Dal dopoguerra ad oggi
Dopo la caduta del fascismo ed il ritorno alla democrazia, Massa Lombarda ritorna un paese a prevalenza socialista.
Al referendum del 2 giugno 1946 il 95,10% dei massesi sceglie la Repubblica.
In breve il PCI diventa il primo partito, sopravanzando gli stessi socialisti ed ottenendo più volte il 70% dei voti. Conserverà tale primato anche dopo i cambi di denominazione (PDS, DS) e dopo la confluenza dei DS nel Partito Democratico.
Le prime donne elette in Consiglio comunale furono, nel 1946, Gentile Bassi e Maria Montoschi. Nel 1959 venne nominata la prima donna assessore, Magda Bergamini.

### Simboli
Lo stemma della città di Massa Lombarda fu realizzato negli anni tra il 1863 e il 1869 dal pittore Luigi Folli (1830-1891) su invito del sindaco dell'epoca, Eugenio Bonvicini.

Fu riconosciuto con regie lettere patenti del 9 maggio 1890.
Il comune si denominava in passato Massa San Paolo, da qui l'effigie del santo, col suo attributo (la spada), testimoniata almeno dal secolo XVI. La campagna in punta allo scudo riprende i colori nazionali.
Il gonfalone è un drappo di azzurro.

### Onorificenze
Massa Lombarda è tra le città decorate al valor militare per la guerra di liberazione, insignita della croce di guerra al valor militare per i sacrifici delle sue popolazioni e per l'attività nella lotta partigiana durante la seconda guerra mondiale:

## Monumenti e luoghi d'interesse

### Architetture religiose

#### In città
Francesco d'Este (1516-1578), marchese di Massa Lombarda, donò alla Chiesa arcipretale un trittico a colonne di Dosso Dossi (1468 ca. - 1542). L'opera era composta da due pannelli laterali e una parte centrale. Al centro stava la Madonna col putto; nei laterali il celebre pittore ritrasse S. Giovanni Battista e San Giorgio, protettore di Ferrara, quest'ultimo dipinto con le sembianze di Francesco d'Este ( immagine.). Nel XVII secolo l'opera passò all'oratorio dell'Arciconfraternita di S. Maria (una delle sei esistenti nel paese). 

Nel 1884 la Congregazione di Carità (ente pubblico), contro il parere dell'Arciconfraternita, decise di mettere in vendita i due pannelli laterali. Furono acquistati nell'ottobre 1900 dalla Pinacoteca di Brera, diretta all'epoca dal ravennate Corrado Ricci.
Chiesa di San Paolo

L'interno della chiesa arcipretale.

Alla metà del Duecento le famiglie lombarde che fondarono Massa Lombarda, unitamente a quelle del luogo, edificarono una chiesa con annesso campanile che ereditò l'intitolazione alla Conversione di San Paolo dalla primitiva chiesa dell'VIII secolo, sita nel fundus Sancti Pauli.. La chiesa si affacciava verso piazza U. Ricci, all'epoca il cuore della comunità. Nel XVI secolo gli Este vollero la costruzione di una chiesa più grande. Dopo l'abbattimento della chiesa primitiva, la nuova fu costruita tra il 1528 e l'aprile del 1537. L'edificio fu progettato - secondo lo storico massese Luigi Quadri - dall'architetto milanese Bartolomeo Suardi, detto il Bramantino (Milano 1465-1530). Fu orientata a nord, nella collocazione attuale; il campanile invece non fu spostato (di conseguenza la torre, che prima era a ridosso della chiesa, si trovò sul suo fianco destro).
La chiesa, esempio di architettura romanica in severo stile basilicale, è a tre navate. Già nel 1576 divenne chiesa arcipretale. Fu consacrata il 10 novembre 1577. Francesco d'Este fornì un contributo all'abbellimento della nuova chiesa donando due dipinti della sua collezione: la Caduta di San Paolo di Sebastiano Filippi, detto il Bastianino (Ferrara 1532-1602) e La Risurrezione di Cristo di Benvenuto Tisi, detto il Garofalo (Ferrara, 1481-1559). Lo stesso duca volle essere sepolto in questa chiesa. Nel 1580 venne eretto sopra l'ingresso un portico a quattro colonne.
Tra il 1835 e il 1842 si effettuarono i primi lavori di restauro: il campanile fu ricostruito a pianta quadrata e fu portato dagli originali 26,30 metri agli attuali 37,39 metri. L'ultimo tronco fu costituito da una nuova cella campanaria in cui si aprono quattro bifore. Vi furono collocate quattro campane, consacrate nel 1841. Il campanile risultò quindi composto da sei piani (oltre al tamburo), tutti accessibili dall'interno. Diresse i lavori l'ingegner Bonoli. La ristrutturazione della chiesa terminò nel 1842. Il 12 novembre dello stesso anno (un sabato) fu consacrata dal vescovo d'Imola Giovanni Maria Mastai Ferretti (nel 1846 divenne Papa col nome di Pio IX).
In seguito ad un nuovo intervento di restauro, nel 1932 venne abbattuto il porticato che sovrastava l'ingresso principale e la facciata assunse la forma attuale su disegno dell'ingegner Poggiali. Durante la II guerra mondiale la chiesa fu quasi completamente distrutta; entro il 1948 venne ricostruita. All'interno si possono osservare pregevoli opere d'arte.
Nel 2007 (la notte tra il 12 e il 13 giugno) la chiesa subì un grave furto. Furono rubati molti oggetti d'arte: 14 tele (tutte quelle della Via crucis), due porte decorative del Seicento e del Settecento, una croce, il grande altare, due angioletti intarsiati e due colonne di legno con decorazioni dorate.
Chiesa di San Salvatore

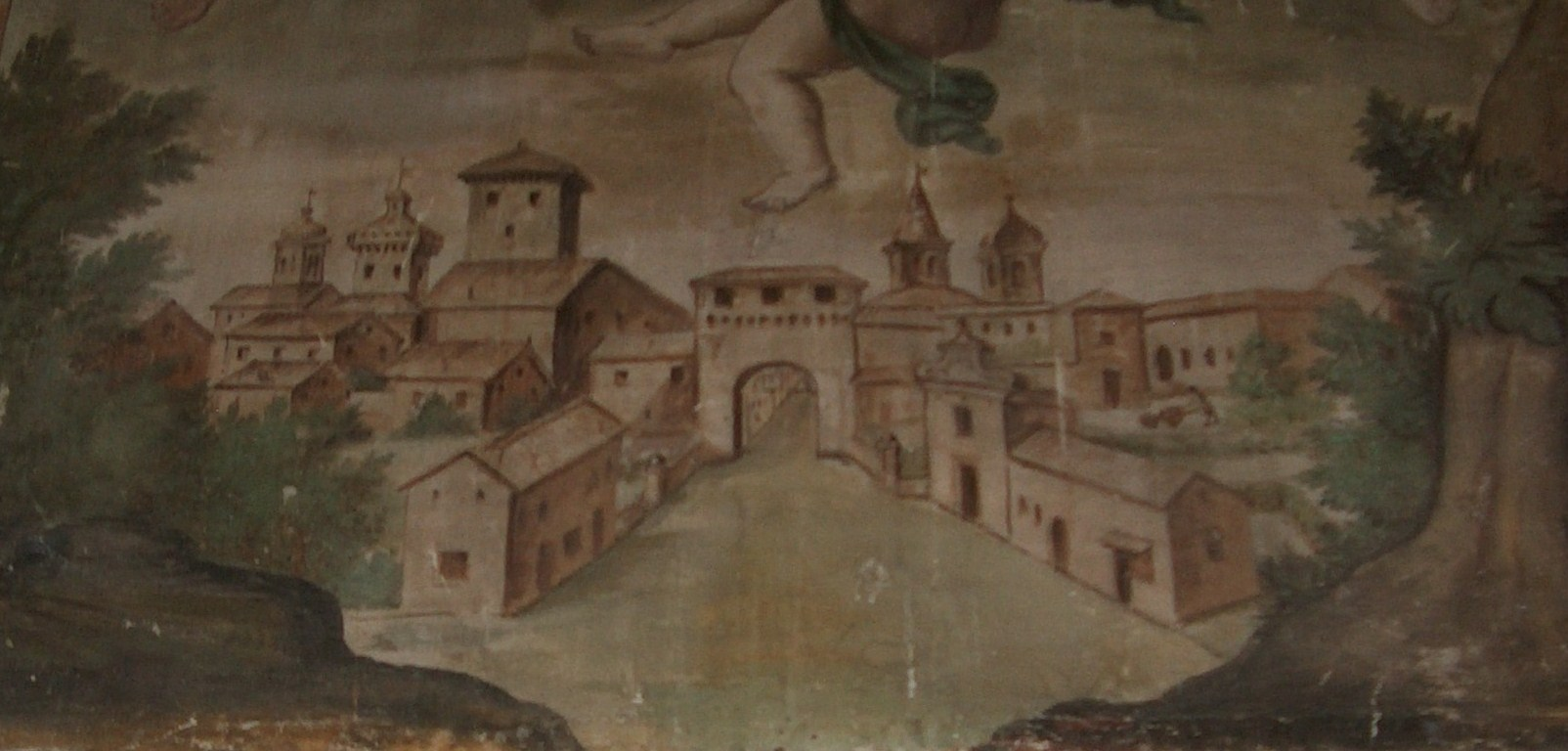
Veduta prospettica di Massa Lombarda a metà del Seicento.

La Chiesa di San Salvatore fu edificata nella prima metà del XVII secolo fuori dall'antica Porta Celletta. Venne quasi interamente distrutta dalla rotta del fiume Santerno avvenuta l'11 ottobre 1745. Fu poi ricostruita nel 1763 da Cosimo Morelli. L'interno è opera dell'architetto imolese, l'esterno del massese Zaccaria Facchini. La chiesa è stata restaurata alla fine del XX secolo.

#### Nel forese
Santuario della Beata Vergine della Consolazione

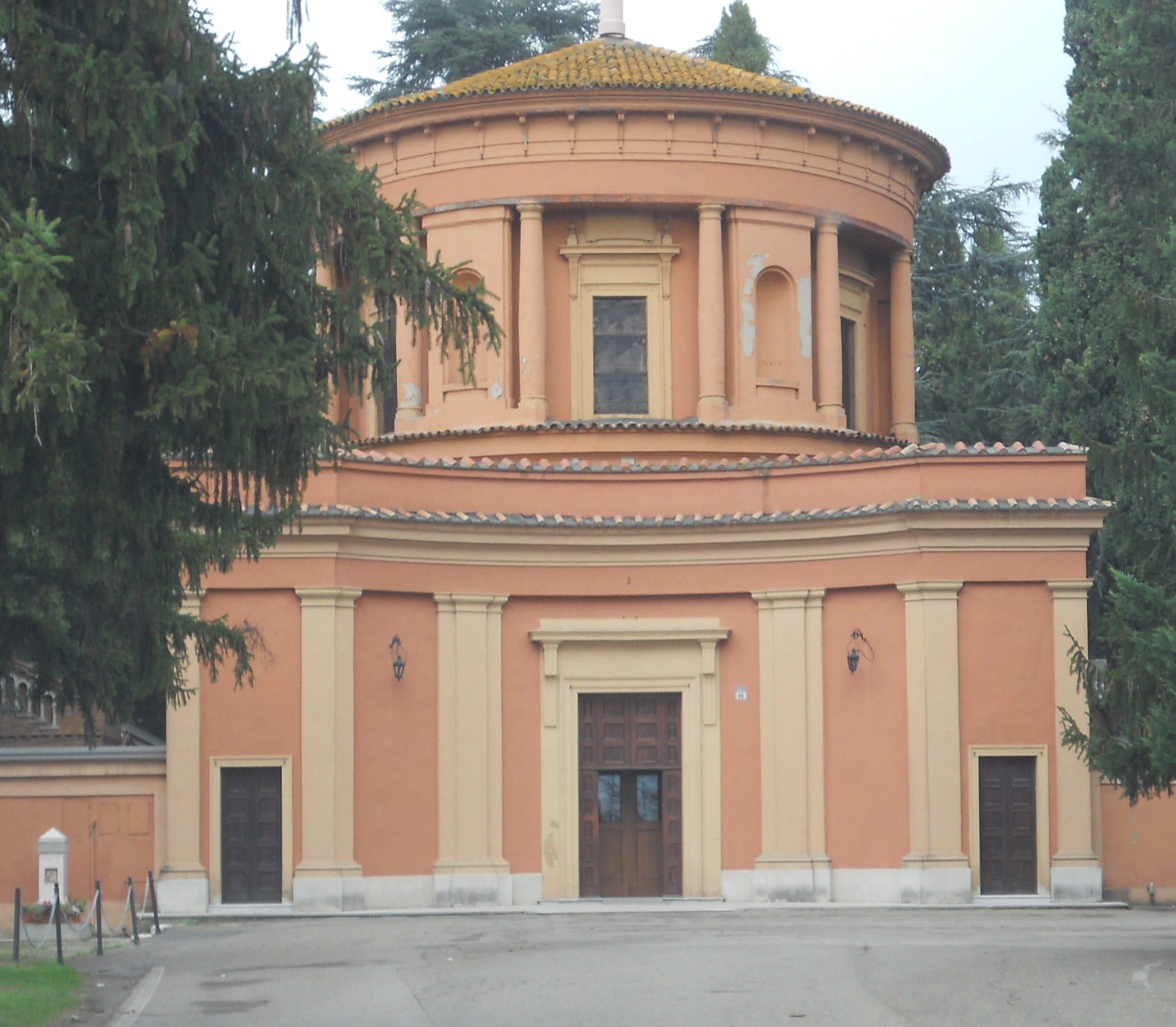
Il Santuario della Beata Vergine della Consolazione.

Secondo la tradizione cattolica, il Santuario della Beata Vergine della Consolazione fu costruito a seguito del ritrovamento fortuito di un'immagine della Madonna, l'11 dicembre 1793, dal colono Giacomo Pasotti mentre vangava nel suo podere. I lavori di costruzione, su progetto dell'architetto massese Zaccaria Facchini, dovevano iniziare nel 1797, ma quell'anno cominciò l'occupazione napoleonica della Romagna. Il santuario fu ultimato solamente nell'agosto del 1813. Il 19 settembre dello stesso anno l'immagine della Vergine fu collocata nella chiesa, dove si trova tuttora. L'edificio è di forma circolare; l'interno è caratterizzato dai sei grandi archi, sostenuti da colonne corinzie, che fanno da cornice alle cappelle. Nella seconda metà dell'Ottocento accanto al santuario fu costruito il cimitero cittadino.
Nel XX secolo è stato eretto un piccolo campanile su disegno dell'architetto massese Ettore Panighi.
Santuario del Trebeghino

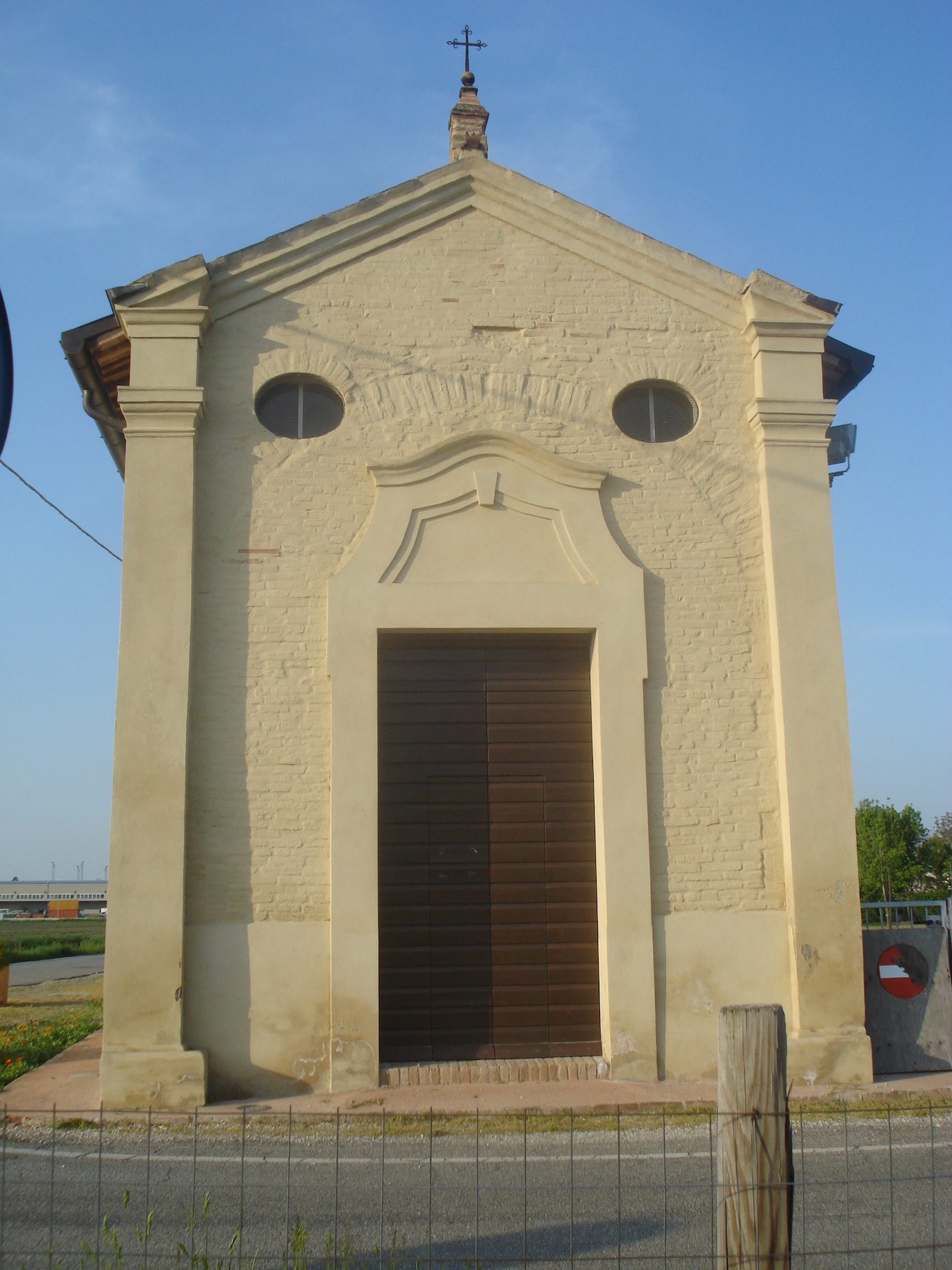
Il Santuario della Madonna del Trebeghino

Il Santuario del Trebeghino è situato in zona rurale in località Fruges (circa un km a sud dalla strada provinciale San Vitale). Il luogo di culto è citato sin dal 1629. La popolazione locale l'ha soprannominato "cîsa dl'Öpi", che è il nome in romagnolo dell'acero campestre, albero che si usava come sostegno per le viti. Ricalcando la pronuncia dialettale, ne è derivato il curioso nome di "chiesa dell'Oppio", che si porta dietro ancora oggi.
Il suo nome ufficiale è «Oratorio della Beata Vergine del Buon Consiglio». La struttura dell'edificio è semplice: una navata unica con volta nel presbiterio e capriate a vista nella parte restante. La facciata presenta due loculi frontali; il campaniletto a vela è ben conservato. La chiesa è stata oggetto di un importante intervento di restauro, coordinato da un comitato parrocchiale e cittadino, che si è protratto dal 1995 al 2004. Dopo il restauro il santuario ha ripreso la piena attività.

#### Ex chiese
Chiesa di Santa Maria del Carmine
I Carmelitani, presenti nel territorio di Massa Lombarda sin dal XIV secolo, si trasferirono dentro le mura nel XVII secolo, in un'area vicino a Porta Celletta. Qui fecero costruire la nuova chiesa con annesso convento (1669-1674). Internamente l'edificio conserva architetture barocche; all'interno vi era conservato un dipinto di Carlo Cignani. L'esterno invece ha un aspetto cinquecentesco. La chiesa divenne ben presto uno dei centri primari dell'ordine Carmelitano per tutta la regione romagnola. Infatti fu diverse volte la sede del capitolo provinciale (l'ultima nel 1662). Con la soppressione napoleonica (inizio XIX secolo), chiesa e convento rimasero privi dei religiosi e il culto fu affidato al clero locale. La chiesa è rimasta aperta al culto fino alla seconda guerra mondiale. Nei giorni dell'offensiva finale Alleata (aprile 1945) un colpo sparato da un carrarmato neozelandese centrò il campanile, che crollò sul tetto della chiesa sfondando parte della facciata. Sconsacrata, i quadri che l'ornavano sono stati trasportati nella chiesa arcipretale di San Paolo. Negli ultimi decenni del XX secolo l'edificio è stato riqualificato come sala polivalente. Dal 1995 è utilizzato come sede di mostre, concerti e spettacoli teatrali. Nel 2014 è stata ricollocata all'interno dell'edificio una pala d'altare di Michele Desubleo (1602-1676), ritenuta perduta dopo i bombardamenti dell'ultimo conflitto mondiale.
Chiesa del Rosario
Costruita nell'attuale piazza Marmirolo tra fine XVI e inizio XVII secolo, andò a unirsi nel Settecento al convento edificato da Cosimo Morelli nell'attuale via G. B. Bassi. Scampò ai bombardamenti della seconda guerra mondiale; nonostante ciò nel 1949 fu sventrata per allargare la piazza. Rimangono: il muro perimetrale sinistro e il campanile, che versa in condizioni di grave degrado statico.
Chiesa del vecchio ospedale
L'edificio, dedicato a Santa Maria Assunta, fu costruito nell'attuale via Rustici tra il 1577 e il 1584. Fu rimaneggiato nel XVIII secolo con rilievi a stucco e ornato di quattro statue in cotto attribuite ad Alfonso Lombardi (una di esse purtroppo oggi è tagliata a metà). Incamerata nei beni del demanio, dal 1956 al 2004 fu sede della biblioteca comunale.

### Architetture civili

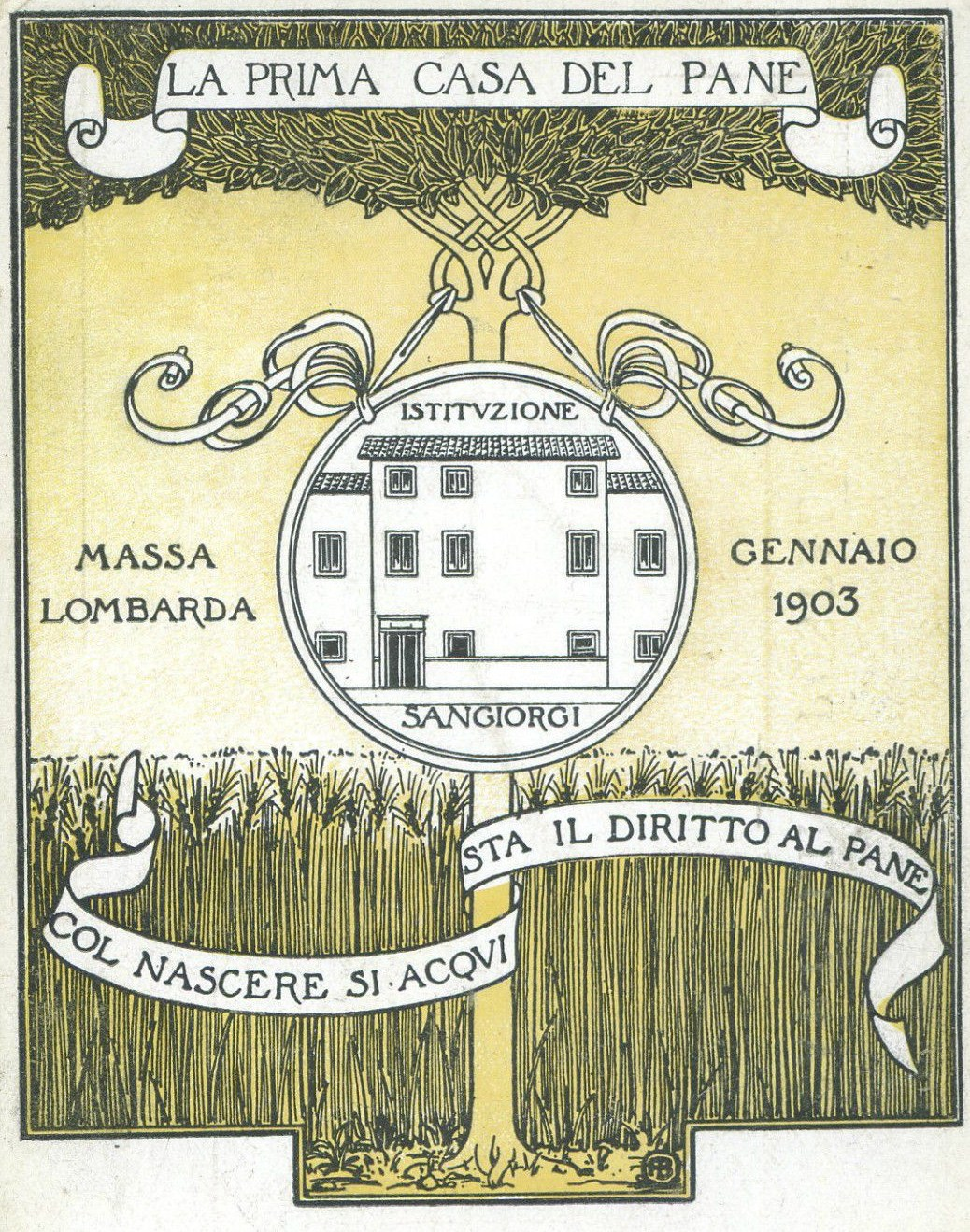
Logo della «Casa del Pane» di Massa Lombarda, la prima in Italia.

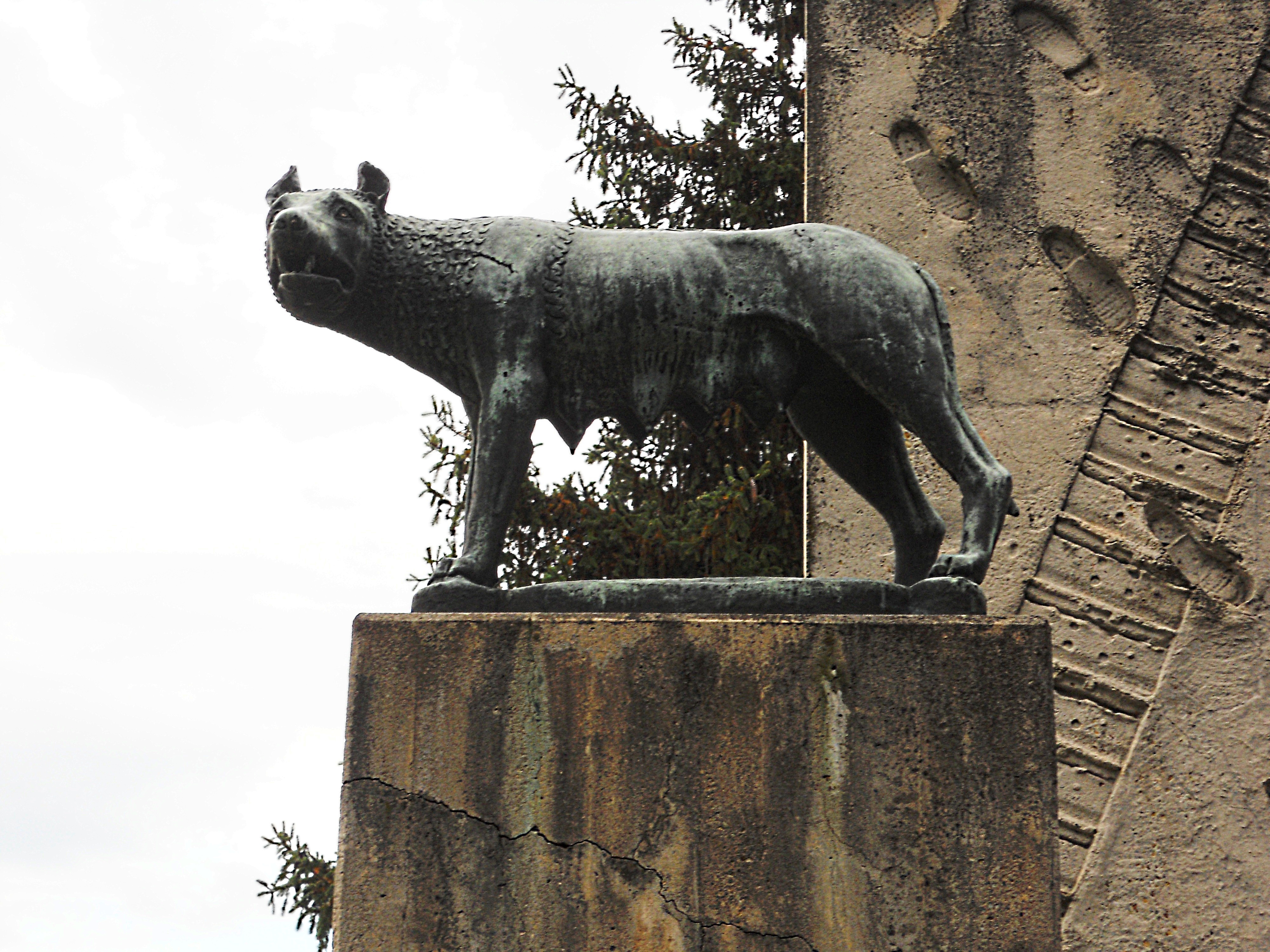
Copia in bronzo della Lupa capitolina realizzata a Roma durante il Ventennio e donata alla città nel 1929 dal cavalier Giuseppe Sangiorgi, noto collezionista d'arte originario di Massa. Nel dopoguerra è stata trasferita nel piazzale antistante il Cimitero.

Gli edifici storici civili del centro storico massese sono: il Palazzo Comunale, la Torre dell'Orologio della piazza, il palazzo dei Morelli in via G.B. Bassi e Palazzo Bonvicini.
La piazza centrale di Massa Lombarda è piazza Matteotti. Racchiusa tra palazzi storici, è dominata dalla Torre dell'orologio.
Palazzo Comunale
In piazza Matteotti. La facciata del Palazzo comunale fu opera di Cosimo Morelli (1732-1812). I lavori furono completati dall'architetto massese Zaccaria Facchini (1751-1826). Conserva al suo interno gli Archivi storici, quello comunale e quello notarile. L'ampio porticato a cinque archi contiene i busti di cittadini massesi benemeriti: Luigi Maccaferri, Emilio Roli, Giuseppe Sangiorgi, Eugenio Bonvicini ed Adolfo Bonvicini.

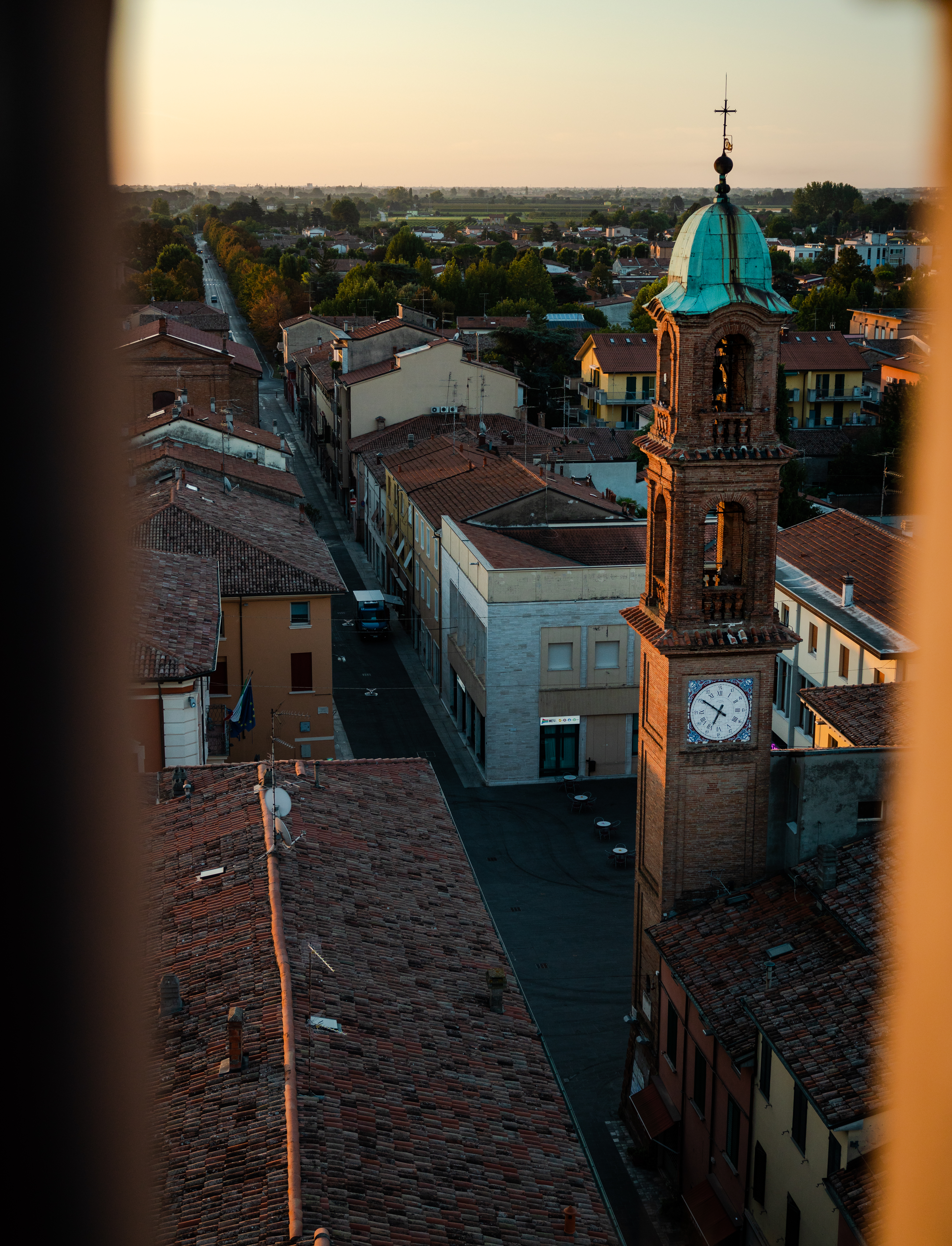
Torre dell'Orologio
In piazza Matteotti. La torre dell'Orologio è più antica del Palazzo Comunale di due anni. Fu terminata nel 1756 su progetto di Cosimo Morelli, di cui è anche considerata la prima opera certa che ne porta la firma. Posta a un angolo della piazza centrale, sostituiva una torre più antica che fungeva anche da prigione.
Nel 1758 fu avviata, sempre su disegno del Morelli, la ristrutturazione del Municipio, l'ex Casa della Comunità, esistente sin dal Cinquecento. Il prospetto del palazzo, sito sul lato nord della piazza, è costituito da un portico a cinque arcate. Sulla facciata compaiono quattro finestre, sovrastate al centro da una nicchia che ospita una statua della Madonna incoronata. Fin dai tempi degli Estensi il Consiglio comunale si radunava nella rocca (a Lugo è ancora così). Dal 1748 si riunisce nel Palazzo comunale.
Palazzo dei Morelli
In via Gian Battista Bassi. Palazzo settecentesco. La sua costruzione, avviata nel 1743, si deve a Domenico Morelli, capomastro di origine svizzera padre di Luigi e Cosimo. Ospitò un convento di suore domenicane, carmelitane e dorotee. Conserva la facciata originale.
Palazzo Bonvicini
In via Adolfo Bonvicini. È la residenza signorile storica meglio conservata della città. L'edificio risale al XV secolo; è stato restaurato alla fine del XX secolo ed è tuttora di proprietà privata. Edificato dai Visconti, dopo l'abbandono della Romagna da parte del casato milanese, nel XVI secolo divenne sede di un monastero di frati Carmelitani. I frati persero tutto con l'invasione napoleonica. Nel 1840 fu acquistato da Gaetano Bonvicini, padre di Eugenio, che gli diede il nome che porta tuttora. Nella seconda metà del XX secolo fu la sede locale del PCI.

### Piante secolari
Nel territorio di Massa Lombarda vivono sei piante secolari poste sotto la tutela della Regione Emilia-Romagna. Tre pioppi monumentali vegetano non lontano dal torrente Sillaro lungo via del Signore: si tratta di un pioppo nero e di due pioppi bianchi che hanno superato il secolo e mezzo di vita. Vi sono poi un gelso nero (conosciuto come "gelso di San Giovanni") e due farnie.

### Monumenti e luoghi d'interesse scomparsi
- Il più antico complesso architettonico di Massa Lombarda era costituito dalla rocca costruita dal marchese Lionello d'Este a metà del XV secolo con annesso torrione risalente al XII secolo. Adattata a carcere, divenne anche residenza di Pretura con l'unità d'Italia. A fine Ottocento fu chiusa; il fabbricato venne demolito nel 1910, seguito poi dal torrione nel 1921[108];
- Porta Lughese, eretta nel 1857, fu abbattuta il 3 dicembre 1949 per decisione del consiglio comunale, non senza subire una salata multa dal governo di Roma, che fu inizialmente fissata in 5 milioni di lire (circa 330 000 euro del 2002), poi ridotte a un milione[109];
- Palazzo Armandi, prestigioso edificio signorile. Edificato dalla famiglia Avogli, originaria di Ferrara, nel XV secolo[110], occupava praticamente un intero isolato. Il fronte dava sulla piazza principale, fiancheggiato dalla chiesa dedicata a San Francesco (anch'essa di proprietà della famiglia). Le scuderie e il giardino invece si affacciavano sulla via retrostante (attuale via G.B. Bassi). Gli ultimi proprietari furono i conti Armandi Avogli Trotti, che lasciarono Massa Lombarda dopo il 1945[111]. Nel 1965 l'edificio fu abbattuto per fare posto all'attuale palazzo Giovanni XXIII.
- Numerose sono anche le chiese scomparse del territorio massese[112].

## Società

### Evoluzione demografica
Abitanti censiti

### Etnie e minoranze straniere
Al 31 dicembre 2009 la popolazione straniera residente era di 1 600 persone. Le nazionalità maggiormente rappresentate in base alla loro percentuale sul totale della popolazione residente erano:
- Marocco, 370 - 3,52%
- Romania, 356 - 3,39%
- Albania, 330 - 3,14%

### Lingue e dialetti
Accanto alla lingua italiana, è parlata anche la locale variante della lingua romagnola, che presenta influssi bolognesi, quali la perdita delle vocali nasali e l'esito in /a/ dei precedenti fonemi /ɛ,ɔ/ (es. páss, rátt "pesce, rotto", vs. romagnolo occidentale comune pèss, ròtt). L'antico afflusso di coloni mantovani non sembra aver lasciato alcuna traccia linguistica riconoscibile.

### Religione
Nel comune di Massa Lombarda sono presenti tre parrocchie, facenti parte della Diocesi di Imola: Massa Lombarda (principale); Villa Serraglio e Fruges (istituita nel 1965).
Nel 1853 fu consacrato nella chiesa arcipretale monsignor Emidio Foschini, che fu nominato vescovo di Città della Pieve. Nel 1962 il rito si ripeté per l'arciprete Giovanni Proni, nominato vescovo di Termoli.
Nel territorio di Massa Lombarda vi sono due santuari di devozione mariana:
- Santuario della Beata Vergine della Consolazione: l'immagine, una ceramica policroma, fu rinvenuta per caso l'11 dicembre 1793 da un contadino mentre vangava nel suo podere. Sul luogo fu poi costruito il santuario. È invocata per guarigione da malattie e protezione da calamità naturali. La sua ricorrenza cade nel mese di maggio;
- Santuario della Madonna del Trebeghino: vi è venerata l'immagine della Vergine del Buon Consiglio. La sua ricorrenza cade il giorno di Pentecoste.

Istituti di vita consacrata
Vengono dalla vicina Lugo le Figlie di San Francesco di Sales. Dal 13 gennaio 1922 gestiscono una scuola dell'infanzia intitolata a San Francesco di Sales. L'asilo fu fondato in un edificio di proprietà del conte Armandi, che da anni si era trasferito a Bologna, sito nella piazza principale. Nel 1935 le suore si trasferirono nella struttura tuttora in funzione con l'entrata in via G.B. Bassi. Nel 1949 le Salesiane fondarono l'Istituto assistenziale «Maria Immacolata» per le orfane dei lavoratori, sito in una villa Liberty in viale Zaganelli ereditata dal letterato Giacinto Ricci Signorini. Anche questo istituto è tuttora esistente. Dal 1940 fino agli anni settanta le suore massesi effettuarono il loro volontariato anche nell'ospedale cittadino.
Associazionismo laico
Nel 1922 sorse a Massa Lombarda il movimento Scout. Soppresso in tutt'Italia dal regime fascista nel 1928, rinacque nel dopoguerra. A Massa Lombarda fu rifondato nel 1973.

### Tradizioni e folclore

#### Festa della Ripresa e Palio del Timone

Una fase di una tirata.

Nata nel 1976, la manifestazione si tiene all'inizio di settembre e dura un'intera settimana. L'ultimo giorno, domenica, si tiene il Palio del timone, una competizione a squadre. La partecipazione al Palio è riservata ai quattro quartieri di Massa Lombarda; i tiratori, invece, possono provenire anche dai paesi vicini.

## Cultura

### Biblioteche e musei

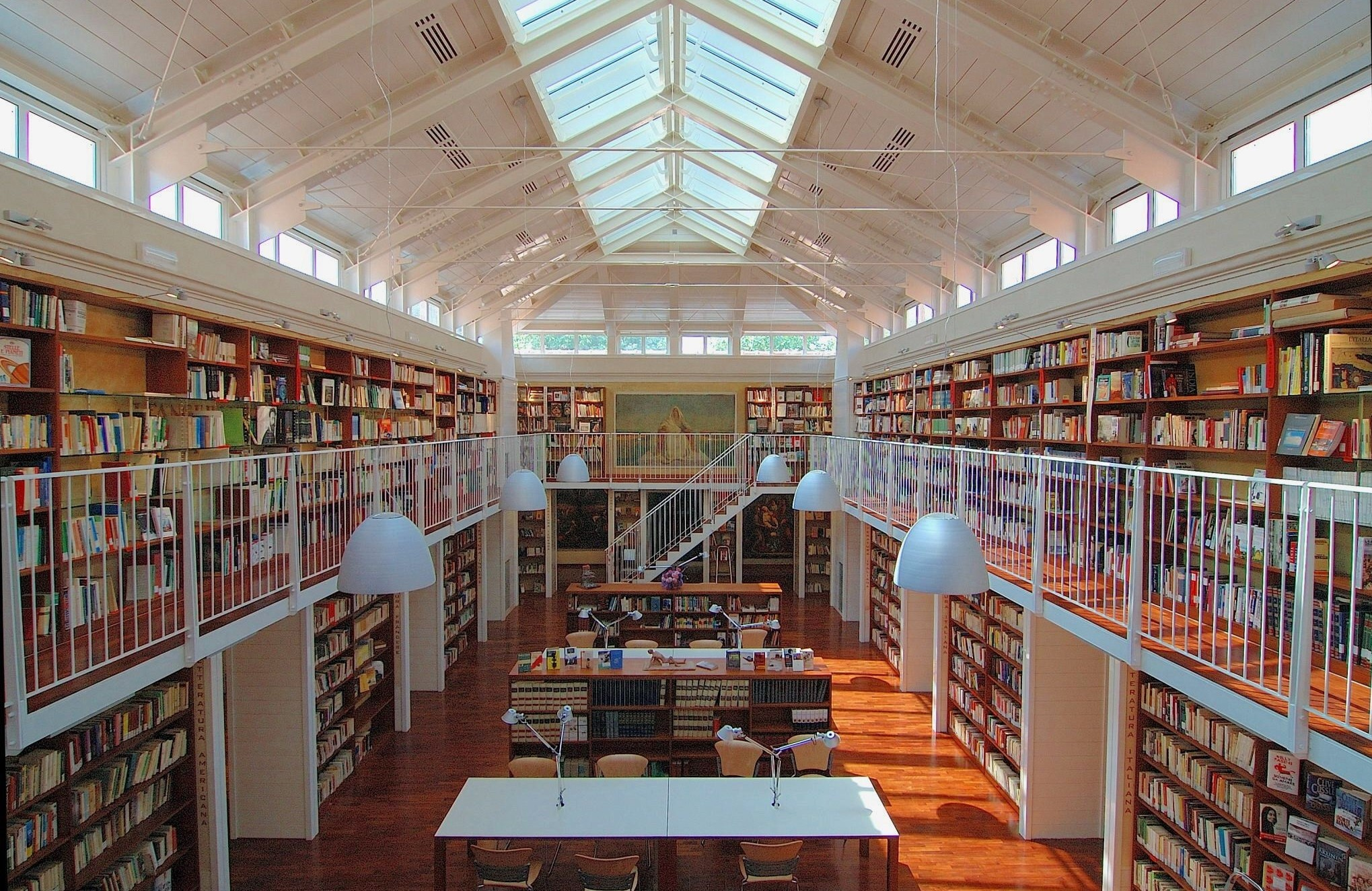
Centro culturale Carlo Venturini

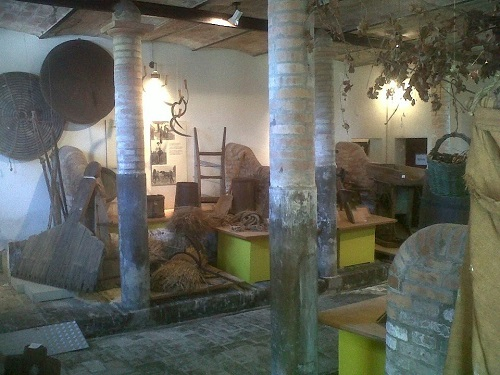
Museo della Frutticoltura "Adolfo Bonvicini" - interno

#### Centro culturale Carlo Venturini
Comprende la biblioteca civica, la "collezione Venturini" e la pinacoteca civica. 

La dotazione originaria della biblioteca è rappresentata dal fondo privato del commendator Carlo Venturini (opere antiche e rare) e da ciò che rimane delle più antiche raccolte librarie dei frati Carmelitani e dei Minori Osservanti, incamerate dallo Stato ai tempi di Napoleone. La parte più preziosa è il fondo antico costituito da circa 8.000 esemplari. L'atto di nascita della biblioteca fu, nel 1956, la sistemazione del fondo in un edificio pubblico in via Garibaldi, nei locali della chiesa dell'antico ospedale. Nel tempo la dotazione si è arricchita di ulteriori contribuzioni. La collezione personale del commendator Venturini si compone di vari pezzi: sculture, monete, diplomi, minerali, ecc.; la raccolta di dipinti comprende vari autori: opere d'arte del Garofalo e del Bastianino (XVI secolo) e del pittore massese Giambattista Bassi (XIX secolo).
Dal 2007 biblioteca, "collezione Venturini" e pinacoteca civica sono riuniti in un'unica sede, il pregevole edificio in stile liberty che ospitò dal 1910 l'asilo infantile Pueris Sacrum.

#### Museo della frutticoltura Adolfo Bonvicini
Inaugurato il 25 settembre 1983, raccoglie le testimonianze della civiltà agricola della Bassa Romagna tra Ottocento e Novecento. Sede del museo è una ex casa colonica ristrutturata.

### Teatro
Il primo teatro stabile del paese fu realizzato nel 1790. Nel 1810 divenne di proprietà del Comune. I muri perimetrali erano in cotto, mentre l'interno era di legno.
Nel 1840 il Comune commissionò il disegno di nuove scene e del sipario all'artista faentino Romolo Liverani. Un intervento di restauro fu effettuato nel 1877. La vita della struttura continuò fino al 1891. 

## Geografia antropica

### Frazioni e località

#### Villa Serraglio
Unico centro abitato massese ad avere il titolo di frazione, si trova all'estremità occidentale del territorio comunale. Alla fondazione di Massa Lombarda il territorio di Villa Serraglio apparteneva ai Conti di Cunio. Nel XVII secolo divenne un feudo dei marchesi Albergati, una nobile famiglia bolognese, che fece costruire la prima chiesa del paese, intitolata a Sant'Urbano Papa. Nel 1823 la tenuta di Villa Serraglio fu acquistata dall'esploratore lughese Agostino Codazzi, che fece costruire il palazzo signorile che divenne poi proprietà dei conti Pasolini dall'Onda. Successivamente entrò a far parte del territorio comunale. Fino alla metà del XX secolo aveva oltre cinquecento abitanti (541 al censimento del 1951), poi si è progressivamente spopolato. 

Nel comune confinante di Conselice vi è una frazione, contigua a Villa Serraglio, di nome Borgo Serraglio.

#### Fruges
(Orazio, Epistole, Libro primo.)

Lo stabilimento della S. A. «Fruges» visto dalla Strada San Vitale (anno 1942 ca.)

Un nome originale per un centro abitato. L'agglomerato urbano si sviluppò nel secondo dopoguerra. Fino agli anni trenta, infatti non vi era che uno stabilimento per il lavoro della frutta e della conserva («Società Anonima Fruges»), sorto nel 1925 su un terreno di proprietà di Camillo Borgnino, uno dei maggiori produttori ortofrutticoli locali. Nel 1939 la fabbrica fu rilevata da un gruppo di investitori capeggiato da Leopoldo Ballardini, che ne mutarono la ragione sociale, ma continuò ad essere chiamata da tutti "La Fruges".

Lo stabilimento sorgeva due chilometri ad ovest di Massa, sulla destra della provinciale San Vitale (Ravenna-Bologna). A partire dalla metà degli anni cinquanta l'area a sinistra della San Vitale fu oggetto di una lottizzazione. Si insediarono soprattutto i lavoratori provenienti dal circondario, dalle colline e dal meridione. "La Fruges" passò così ad indicare anche il nuovo insediamento urbano. La linea di confine con l'abitato di Massa Lombarda passa dal canale di scolo Sgorba.
Nel 1965 vennero aperte le scuole elementari statali. La nuova parrocchia (intitolata a San Giacomo) provvide a realizzare l'asilo per i bambini fino ai 5 anni.
Tra il 1970 e il 1972 venne costruita, accanto all'insediamento urbano, anche un'area artigianale dalle dimensioni complessive di circa 18 ettari. Oggi "La Fruges", come tante attività produttive nate a Massa nell'anteguerra, non esiste più. Nel senso dello stabilimento: il centro abitato invece è cresciuto fino a contare circa 2 500 abitanti.

## Economia
Massa Lombarda seppe mostrare nella prima metà del XX secolo una notevole capacità innovativa nel settore agroalimentare: la frutticoltura industriale, l'industria dei succhi di frutta e lo zuccherificio furono il frutto dell'abilità e della genialità degli imprenditori locali.

### Le imprese cooperative
Il movimento cooperativo si sviluppò a Massa Lombarda a partire dagli anni ottanta del XIX secolo. Nacquero la Cooperativa Agricola Braccianti, poi la Cooperativa Muratori e la Cooperativa Frutticoltori (1922). Nel XX secolo furono fondate la cooperativa dei barbieri, dei falegnami, dei mezzadri e la cooperativa facchini. In paese vi erano ben quattro spacci cooperativi.
Secondo i dati del censimento del 1921, il 70% della popolazione della provincia di Ravenna era rurale. A Massa Lombarda erano oltre 4.000 le persone legate all'agricoltura, a cui bisognava aggiungere circa 700 braccianti.
Fino agli anni settanta del XX secolo, oltre 800 persone lavoravano nella cooperazione. Poi iniziò una parabola discendente. Nel 2012 il settore era ridotto a 80 addetti.

## Infrastrutture e trasporti

### Strade
Massa Lombarda è attraversata, in direzione Est-Ovest, dalla strada provinciale 253, ex strada statale.
Altre strade provinciali sono: la n. 12 (verso Mordano), la n. 50 (verso San Patrizio e la n. 117 (parallela alla 253); da essa si diparte la n. 94 che giunge a Bubano, frazione di Mordano.

### Ferrovie
La località è servita dalla stazione di Massalombarda posta sulla linea Faenza-Lavezzola, servita dalle corse svolte da Trenitalia nell'ambito del contratto di servizio stipulato con la Regione Emilia-Romagna.
Dal 1887 al 1964 la cittadina era inoltre raggiunta dalla ferrovia Budrio-Massalombarda, gestita dalla Società Veneta; tra il 1934 e il 1944 fu servita anche dalla ferrovia Massalombarda-Imola-Fontanelice della Santerno Anonima Ferroviaria.

### Mobilità urbana
Il servizio di trasporto pubblico a Massa Lombarda è garantito con autocorse suburbane svolte dalle società TPER e START.
É presente una pista ciclabile che conduce da Massa Lombarda al centro di Fruges.

## Amministrazione
Il comune di Massa Lombarda, insieme con Alfonsine, Bagnacavallo, Bagnara di Romagna, Conselice, Cotignola, Fusignano, Lugo e Sant'Agata sul Santerno forma l'Unione dei comuni della Bassa Romagna.

### Gemellaggi
- Parenzo, dal 5 marzo 1981
- Marmirolo, dal 18 gennaio 2009
- Saint-Sylvain-d'Anjou, dal 23 gennaio 2014 (patto di amicizia)

## Sport
Ciclismo
Ha sede a Massa Lombarda la Società Ciclistica Massese  (oggi S. C. Massese-Minipan). Fondata nel 1962, dopo il 2000 ha vinto alcuni titoli nazionali. Nel  2006 la Società ha organizzato i Campionati italiani per le categorie Esordienti ed Allievi (maschili e femminili). Il massese Filippo Baroncini, è cresciuto nella S. C. Massese-Minipan.
Le principali competizioni ciclistiche che si svolgono a Massa Lombarda sono:
- La Gran fondo "Ercole Baldini", creata nel 2006 e inserita nel "Circuito Romagnolo"[127]. La premiazione avviene alla presenza di Ercole Baldini.
- Il Memorial "Vladimiro Fusari", nato nel 1993, è una gara ciclistica riservata alla categoria Allievi, è un appuntamento fisso del calendario nazionale di categoria[128].

Pallacanestro

ASSI Massalombarda: formazione del campionato di pallacanestro 1947/48.

Nel 1947 una squadra di pallacanestro cittadina si iscrisse ai campionati federali. Con la sponsorizzazione del PSI, assunse il nome ASSI (Associazione Sportiva Socialisti Italiani). raggiunse il suo culmine con il campionato nazionale di Serie C, in cui rimase per cinque anni consecutivi. Si sciolse nel 1955.
Nel 1961 fu fondata la Polisportiva, comprendente anche la sezione pallacanestro. La squadra cittadina disputò i campionati regionali. Il livello più alto raggiunto dal sodalizio massese è stato il campionato di C1, disputato nel 2007/2008.
Tennis
Fondato nel 1967, il Circolo Tennis Massa Lombarda ha disputato ininterrottamente dal 2004 al 2015 il campionato nazionale di Serie A2. Nel campionato 2006 vestì i colori della maglia massese Renzo Furlan. La società raggiunse il suo culmine con il campionato nazionale di serie A1 nel 2015. Il Circolo Tennis è anche il club dove mosse i primi passi Sara Errani
Dal 1994 il circolo organizza a fine agosto un torneo di livello nazionale dotato di un montepremi di 5 000 euro, il «Trofeo Oremplast».
Pallavolo
Massavolley, la società di pallavolo femminile cittadina, ha disputato due stagioni del campionato nazionale di B2: 2023/24 e 2024/25. Attualmente milita in Serie C.
Altri sport
Massa Lombarda ha dato i natali a Elio Errani, un protagonista del nuoto pinnato. Negli anni 1960 partecipò ai campionati nazionali ed europei. Fu il primo a produrre in Italia pinne in fibra di vetro..
Ha sede nel comune la società Massa Lombarda Calcio, fondata nel  1924 , che ha disputato campionati dilettantistici regionali.
In passato, un'altra società molto attiva in paese è stata la Polisportiva. Fu fondata nel 1961 con tre discipline: atletica leggera, tennis e pallacanestro. Negli anni ottanta del XX secolo, con lo scioglimento della Polisportiva, ogni gruppo sportivo ha continuato la propria attività in autonomia.
Nel 2013 Massa Lombarda ha ospitato i Campionati italiani di maratona di Pattinaggio su strada.

### Impianti sportivi
- Stadio "Dini e Salvalai": è lo stadio di Massa Lombarda. Attivo dalla stagione 1969-70[134], vi gioca la «A. C. Massa Lombarda». Attorno al campo vi è la pista di atletica leggera;
- Campi da tennis (due campi in terra battuta e due sintetici in resine Itf2) e due da padel (coperti) presso il Circolo Tennis cittadino. Nel 2018 sono stati realizzati due nuovi campi al coperto (e un terzo senza corridoi per gli allenamenti). La superficie è in Pvc Flex (flessibile) ITF2.
- Palazzetto dello Sport: vi giocano le squadre cittadine di pallavolo e pallacanestro. La costruzione risale agli anni settanta del XX secolo; entrò in funzione nell'autunno del 1979;
- Centro sportivo "Fruges": realizzato nella località situata a 3 km da Massa, vi gioca la locale squadra di calcio. Comprende due campi da calcio e un anello per il ciclismo. È in esercizio dal 22 novembre 2008.